# Sorben

Die Lausitz – Heimat der Sorben

Die Flagge der Sorben in den panslawischen Farben blau-rot-weiß

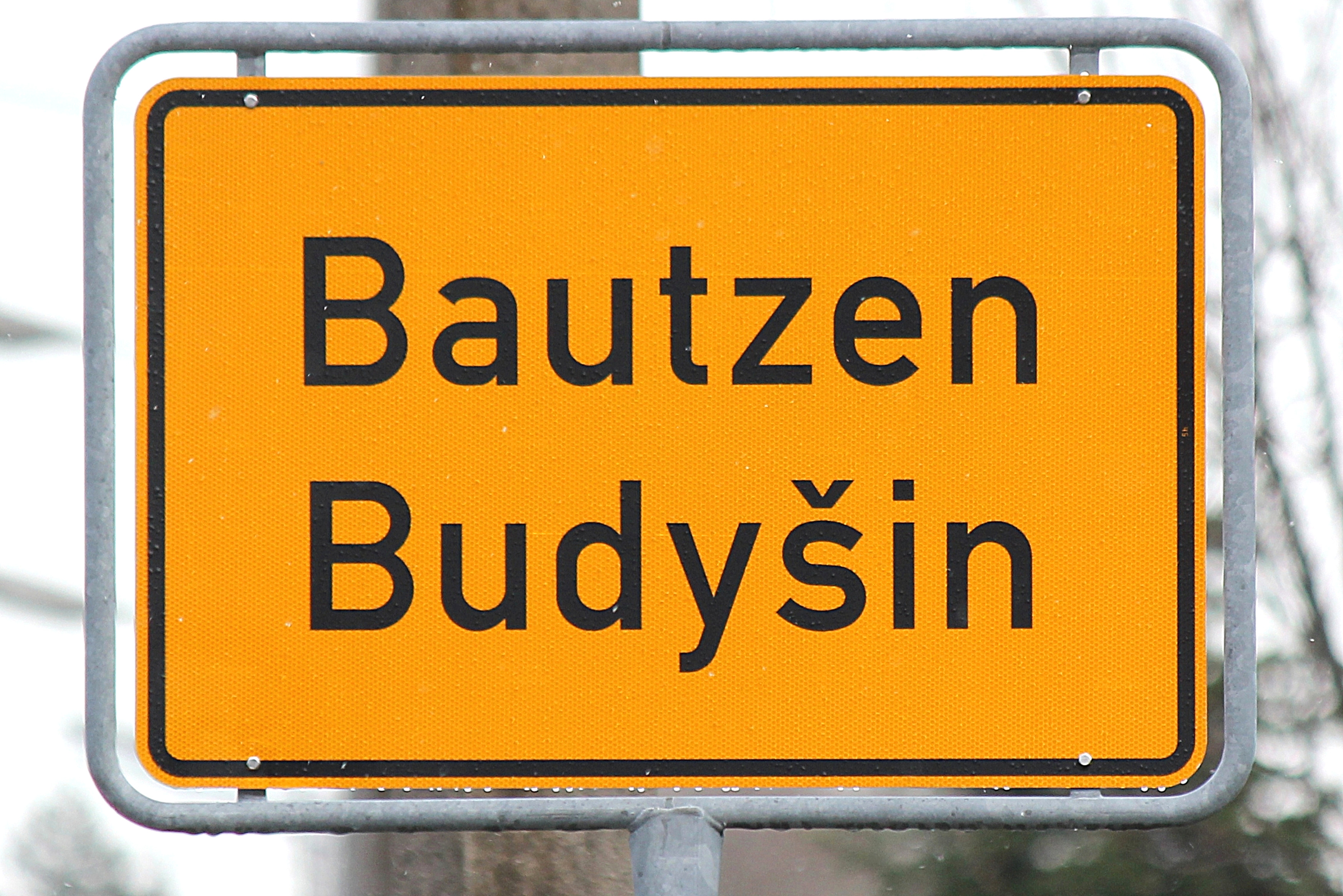
Zweisprachige Ortstafel von Bautzen/Budyšin

Die Sorben (obersorbisch Serbja, niedersorbisch Serby, vor allem in der Niederlausitz auf Deutsch auch Wenden, deutsch veraltet bzw. in den slawischen Sprachen bis heute Lausitzer Serben) sind eine westslawische Ethnie, die vorwiegend in der Lausitz im östlichen Deutschland lebt. Zu ihr gehören die Obersorben in der sächsischen Oberlausitz und die Niedersorben/Wenden in der Niederlausitz in Brandenburg, die sich sprachlich und kulturell unterscheiden. Die Sorben sind in Deutschland als nationale Minderheit anerkannt. Sie haben neben ihrer Sprache eine offiziell anerkannte Flagge und Hymne. Sorben sind in aller Regel deutsche Staatsangehörige.
Im Mittelalter siedelte ein gleichnamiger Stamm zwischen Saale und Mulde. Er ist mit den Vorfahren der heutigen Sorben – Lusizern und Milzenern – nicht identisch, jedoch wird der südliche Teil der elbslawischen Stämme aufgrund der sprachlichen Verwandtschaft generell als „Sorbisch“ zusammengefasst.

## Sprache und Siedlungsgebiet

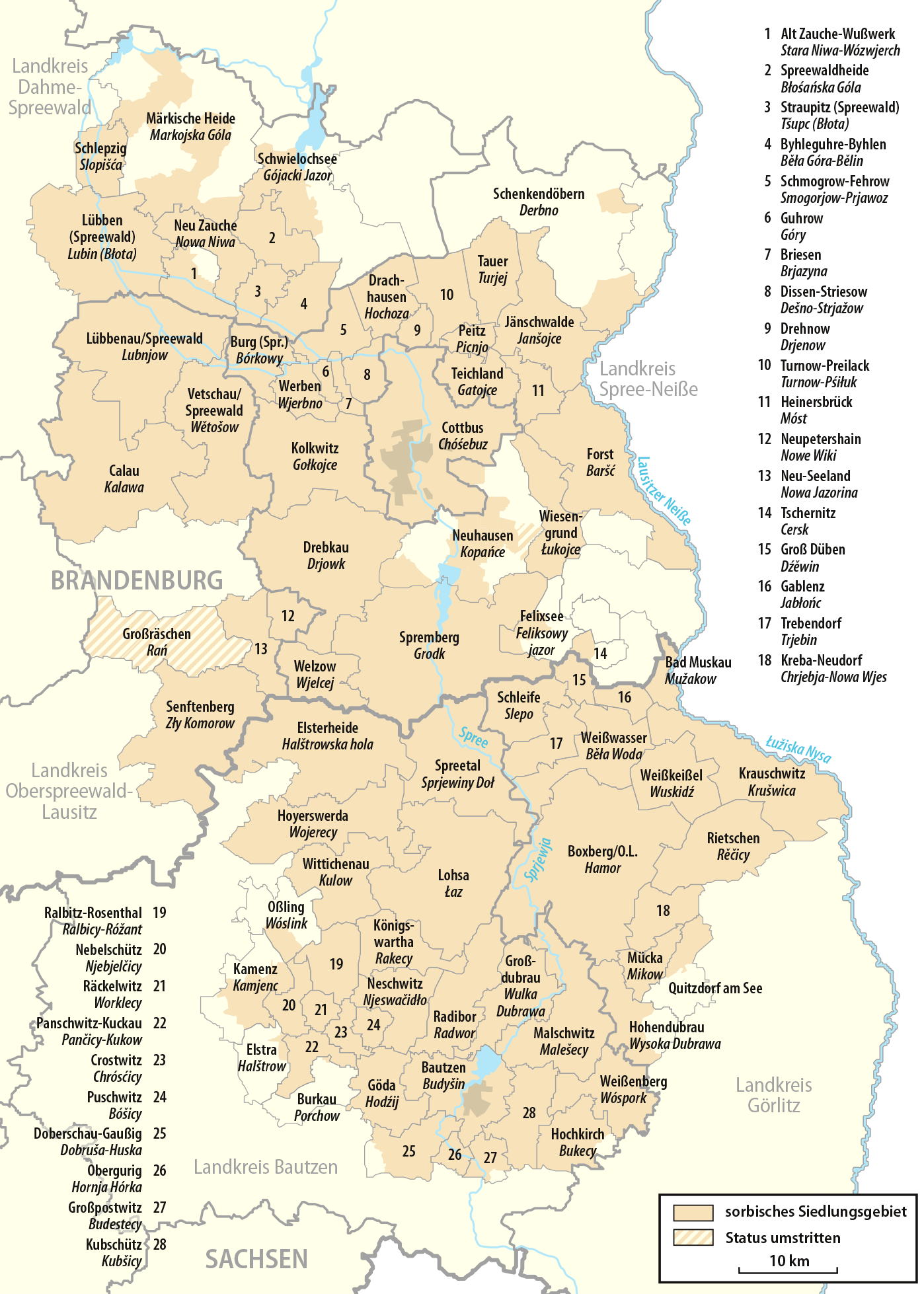
Überblick über das anerkannte Siedlungsgebiet

### Siedlungsgebiet
Nach offiziellen Angaben gibt es rund 60.000 Sorben. Diese Zahlen beruhen auf Hochrechnungen aus den 1990er Jahren. Auf Grundlage der Selbstzuschreibung wurden dabei 45.000 bis 50.000 und auf Basis der aktiven Sprachkenntnis circa 67.000 Sorben ermittelt. Davon leben etwa zwei Drittel in der sächsischen Oberlausitz, vorwiegend im katholischen Dreieck zwischen den Städten Bautzen, Kamenz und Hoyerswerda (in den fünf Gemeinden am Klosterwasser sowie in der Gemeinde Radibor und Teilen der Gemeinden Göda, Neschwitz, Puschwitz und in der Stadt Wittichenau). Im amtlichen sorbischen Siedlungsgebiet in Sachsen liegt der Anteil der Sorben schätzungsweise bei durchschnittlich 12 % und beträgt an der Gesamtbevölkerung Sachsens etwa 0,9 %. Ein Drittel lebt in der Niederlausitz, vorwiegend zwischen Senftenberg im Süden und Lübben im Norden, wobei 90 % davon in dem Landkreis Spree-Neiße und der kreisfreien Stadt Cottbus leben. In den deutsch-sorbischen Teilen der Kreise in Brandenburg liegt der Anteil der Sorben schätzungsweise bei durchschnittlich 7 % und beträgt an der Gesamtbevölkerung Brandenburgs etwa 0,8 %.
Noch in den 1880er Jahren umfasste das Kernsiedlungsgebiet größere Gebiete südlich und östlich von Bautzen (bis Kirschau, Oelsa und Bad Muskau) sowie nördlich von Cottbus, in denen die Sprache heutzutage nicht mehr oder kaum gesprochen wird.
Auch östlich der Neiße, auf heutigem polnischen Staatsgebiet, lebten bis ins 20. Jahrhundert hinein Sorben. Das Zentrum ihrer Kultur und Sprache zur deutschen Zeit war die Stadt Sorau (sorbisch Žarow, heute polnisch Żary). Bis ins 18. Jahrhundert trugen die Frauen und Mädchen die traditionelle sorbische Sorauer Tracht, jedoch wurde das Sorbische immer mehr durch die damalige preußische Politik benachteiligt oder sogar unterdrückt. Daraus und aus natürlich ablaufenden Assimilationsprozessen resultierte, dass 1843 bis 1849 sich noch ca. 4–5 % der Sorauer Bevölkerung als Sorben bezeichneten, jedoch nur ca. 1–2 % im Jahr 1890 und 1905 sogar nur noch 0,1 %. Heute ist die Sprache der Bevölkerung fast ausschließlich Polnisch, wenige haben Deutsch als Muttersprache. Die damalige sorbische Bevölkerung wurde germanisiert und am Ende des Zweiten Weltkriegs zum größten Teil vertrieben, da sie deutsche Staatsangehörige waren. Die wenigen in Polen verbliebenen Sorben wurden in das polnische Volk assimiliert.

### Sorbische Sprache
Von der sorbischen Sprache existieren zwei Schriftsprachen (Standardvarietäten), Obersorbisch (hornjoserbšćina) und Niedersorbisch (dolnoserbšćina), jedoch wird meistens zwischen Niedersorbisch, Obersorbisch und der Gruppe der dazwischenliegenden Grenzdialekte unterschieden. Die niedersorbische Sprache ist akut vom Aussterben bedroht. Während das Obersorbische dem Tschechischen und Slowakischen näher steht, ist das Niedersorbische dem Polnischen ähnlicher.
Nach Schätzungen sorbischer Institutionen (Domowina, Sorbisches Institut) gibt es heute 20.000 bis 30.000 aktive Sprecher beider sorbischer Sprachen; anderen Hochrechnungen zufolge hat das Niedersorbische 7.000 aktive Sprecher und das Obersorbische etwa 15.000.
Der Kern des obersorbischen Gebiets, in dem das Sorbische Alltagssprache ist und von der großen Mehrheit der Bevölkerung genutzt wird, sind dabei die Gemeinden Crostwitz, Ralbitz-Rosenthal, Panschwitz-Kuckau, Nebelschütz und Räckelwitz sowie Teile der angrenzenden Gemeinden Neschwitz, Puschwitz und Göda. Ein weiteres Zentrum ist die Gemeinde Radibor. In der Niederlausitz kann von einem stabilen Kerngebiet in dieser Form nicht mehr gesprochen werden. Die meisten Niedersorbisch-Muttersprachler findet man jedoch in den Gemeinden zwischen dem Spreewald und Cottbus.
Eine Studie des Jahres 2024 schätzt die Zahl der niedersorbischen Sprecher auf kompetentem Niveau zwischen 50 und 100 ein.
In einem Streifen von Bad Muskau im Osten über Schleife bis nach Hoyerswerda im Westen werden Übergangsdialekte gesprochen, die sogenannten Sorbischen Grenzdialekte. Sie unterscheiden sich von beiden Standardsprachen teils erheblich.

### Sorbische Emigration
Aufgrund der vorherrschenden Armut in den ländlichen Gebieten des Deutschen Bundes Mitte des 19. Jahrhunderts kam es auch in der Lausitz zu einer Abwanderung kleinerer sorbischer Bevölkerungsteile.

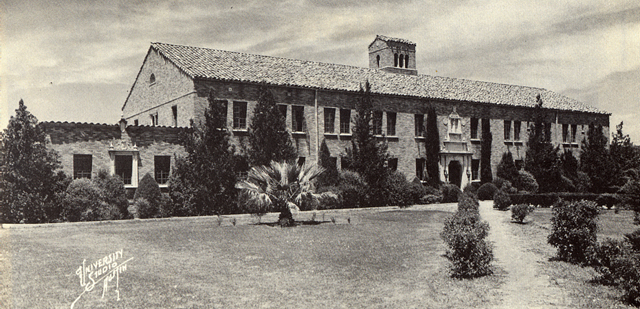
Kilian Hall, das nach Jan Kilian benannte ehemalige Hauptgebäude der Concordia-Universität Texas

Eine Gruppe von über 500 Sorben unter der Führung des evangelisch-lutherischen Pfarrers Jan Kilian segelte 1854 auf dem Schiff „Ben Nevis“ nach Galveston. Sie gründeten später die Siedlung Serbin im texanischen Lee County nahe Austin. Zwei Drittel der Emigranten stammten dabei aus dem preußischen, ein Drittel aus dem sächsischen Teil der Oberlausitz, darunter ca. 200 Sorben aus der Umgebung Klittens. Bis in die 1920er Jahre hielt sich die sorbische Sprache, eine Variante des Obersorbischen, die zuerst vom Deutschen, später vom Englischen stark beeinflusst wurde. Früher wurden in Serbin auch Zeitungen auf Sorbisch veröffentlicht. Heute befindet sich in der ehemaligen sorbischen Schule von Serbin das Texas Wendish Heritage Museum, das über die Geschichte der Sorben in den USA berichtet. Nachfahren dieser Auswanderer gründeten 1926 in der texanischen Hauptstadt Austin die Concordia-Universität Texas.
Weitere sorbische Siedlungen – überwiegend gemeinsam mit deutschen Auswanderern – gab es in verschiedenen Gebieten Australiens, vor allem im Süden Australiens. In den Jahren 1848 bis 1860 kamen die meisten Sorben, etwa 2000 in 400 Familien, ein großer Teil von ihnen mit den Schiffen „Pribislaw“ und „Helene“ (Tarrington und Gnadenthal). Auch in Australien wurde die sorbische Sprache stark vom Deutschen beeinflusst, da die Sorben wegen fehlender Englischkenntnisse meist in die deutsch geprägten Regionen Australiens zogen. Die letzte Nachkommin der sorbischen Einwanderer, welche die Sprache noch beherrschte, starb 1957 in Sevenhill.

## Religion

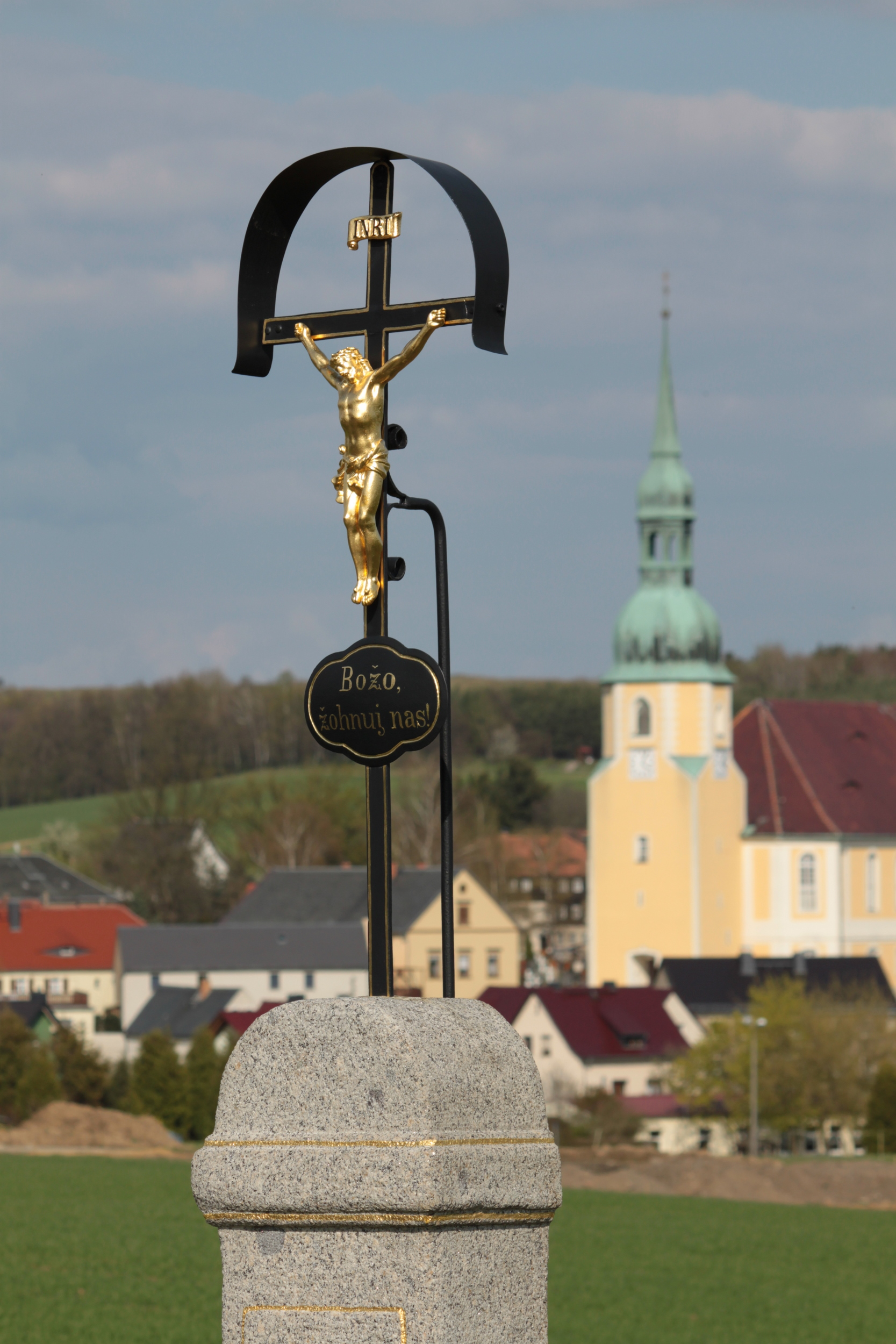
Zahlreiche Wegkreuze – wie hier bei Crostwitz – zeugen vom katholischen Glauben der Bevölkerung im heutigen sorbischen Kernland

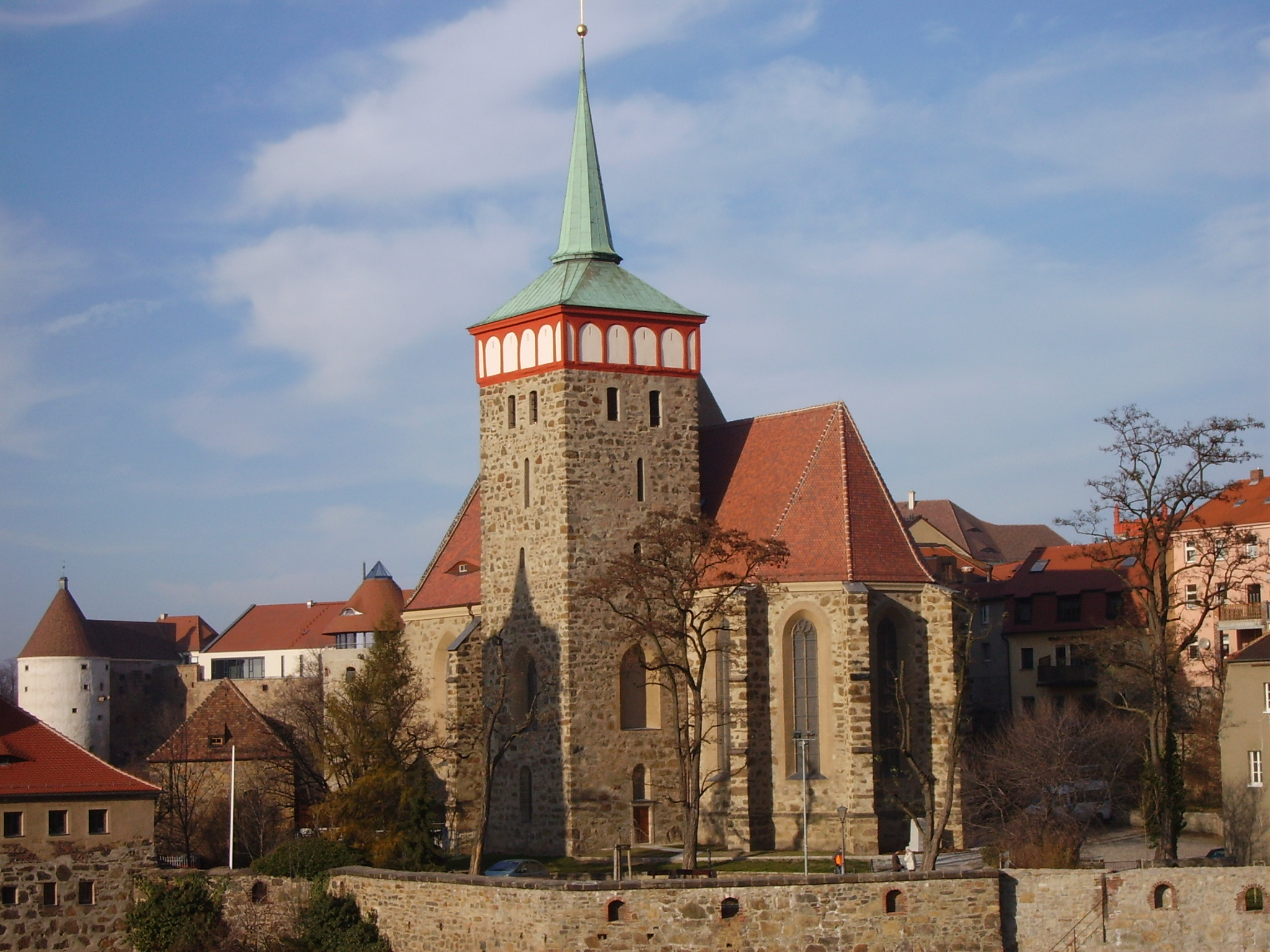
Die sorbisch-evangelische Michaeliskirche in Bautzen

Die meisten Sprecher des Obersorbischen sind heutzutage katholischer Konfession. Ursprünglich war die Mehrzahl der Sorben noch bis ins 20. Jahrhundert evangelisch-lutherisch (86,9 % im Jahr 1900), nur die Sorben des Kreises Kamenz – angesiedelt überwiegend auf dem ausgedehnten ehemaligen Grundbesitz des Klosters St. Marienstern – waren zu 88,4 % Katholiken. In der Niederlausitz lag deren Anteil dagegen durchweg unter einem Prozent. Aufgrund des schnelleren Sprach- und Identitätsverlustes unter der evangelischen sorbischen Bevölkerung – insbesondere in der DDR-Zeit – hat sich das Konfessionsverhältnis unter den Sorbischsprechern der Region heute umgekehrt.
Die unterschiedliche Entwicklung des Sprachverhaltens im katholischen bzw. evangelischen Sorbentum ist zum einen auf die unterschiedliche Struktur der Kirchen zurückzuführen. Während es sich bei der evangelischen Kirche um eine Landeskirche handelt (wobei die Landesherren der sorbischen Bevölkerung immer deutschsprachig waren), ist die katholische Kirche in ihrer ultramontanen Ausrichtung auf den Vatikan seit jeher transnational. Die größere Staatsnähe der evangelischen Kirche sollte sich besonders mit der in der Niederlausitz seit dem 17. Jahrhundert betriebenen Germanisierungspolitik negativ auf das sorbische Sprachgebiet auswirken. Zum anderen herrschte in der katholischen Kirche eher die Meinung vor, dass die Muttersprache als göttliches Geschenk zu betrachten sei, welches abzulegen Sünde wäre. So erklärt sich der seit dem Ende des 19. Jahrhunderts verstärkt betonte außergewöhnlich enge Zusammenhang zwischen Katholizismus und Sorbentum, der bis in die heutige Zeit besteht.
Die katholischen Gemeinden stellen heute den Kern des verbliebenen Mehrheitsgebietes dar, während in den evangelischen Gebieten im Osten und Norden die Sprache zumeist verschwunden ist. Während in der westlichen Oberlausitz insbesondere die jahrhundertelange Verbundenheit der Sorben zur katholischen Kirche maßgeblich zum Erhalt der sorbischen Muttersprache beigetragen hat, zeigte in der Niederlausitz die evangelische Kirche vor und nach 1945, trotz allgemeiner Förderung der Sorben in der DDR, kein Interesse, die sorbische Sprache im kirchlichen Leben zu pflegen. Erst seit 1987 gibt es auf Initiative einiger Niedersorben wieder regelmäßigen wendischen Gottesdienst.
Seit der zweiten Hälfte des 20. Jahrhunderts gibt es zudem einen nennenswerten Anteil konfessionsloser Sorben.

## Institutionen

### Domowina

Symbol der Domowina: Auf rotem Untergrund drei silberne Lindenblätter, welche aus einem Baumstamm mit acht Wurzeln erwachsen.

Die 1912 gegründete zentrale Interessenvertretung Domowina (ein sorbischer poetischer Ausdruck für „Heimat“, voller Name Domowina – Zwjazk Łužiskich Serbow z. t., Domowina – Bund Lausitzer Sorben e. V.) ist der Dachverband von Ortsgruppen, fünf Regionalverbänden sowie zwölf überregional wirkender sorbischer Vereine, mit insgesamt ca. 7.300 Mitgliedern, wobei jene, die in mehreren Mitgliedsvereinen organisiert sind, auch mehrfach gezählt werden.

### Stiftung für das sorbische Volk

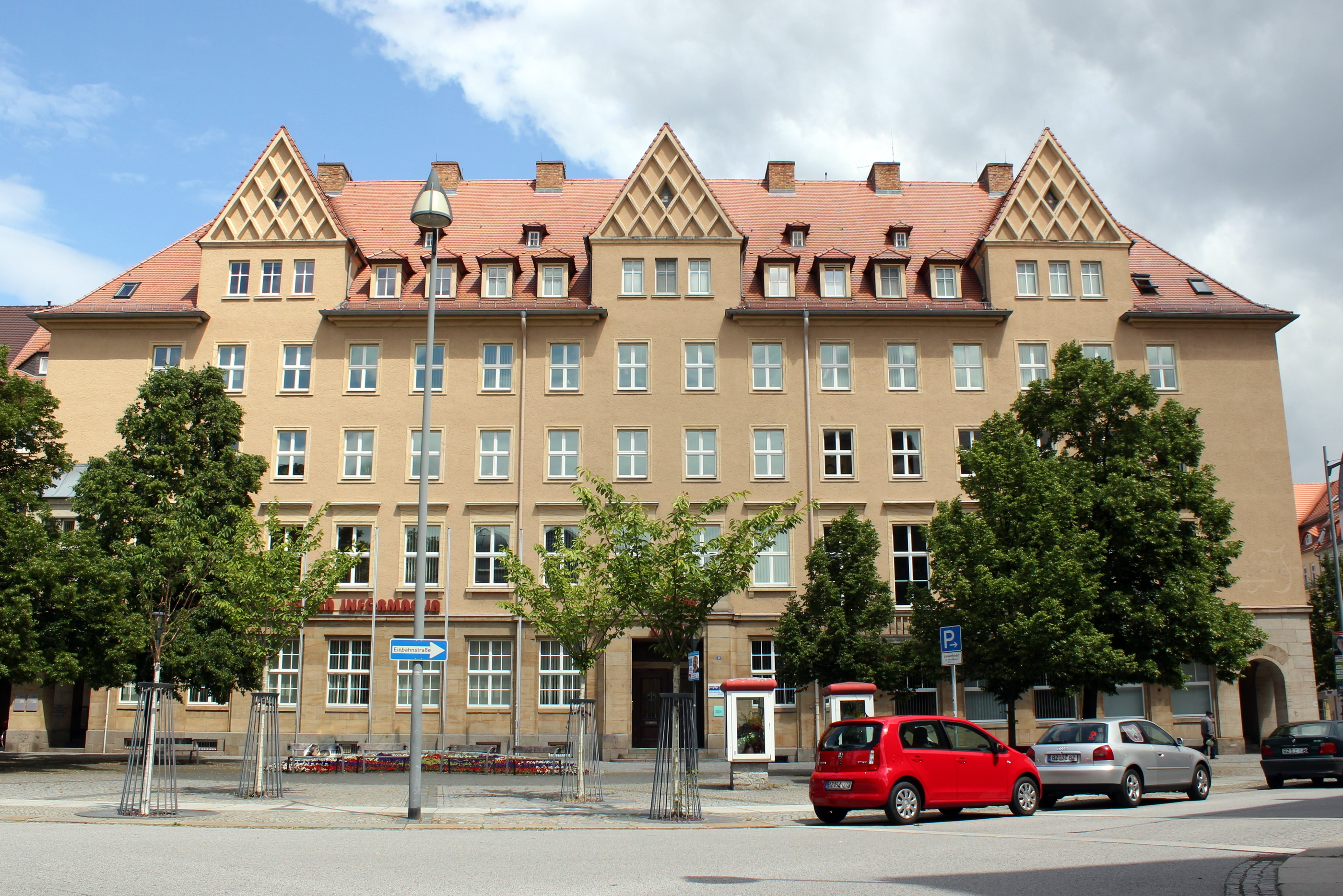
Das Haus der Sorben (Serbski dom) in Bautzen ist Sitz zahlreicher sorbischer Institutionen.

Die Stiftung für das sorbische Volk (Załožba za serbski lud) soll als gemeinsames Instrument des Bundes und der beiden Länder Brandenburg und Sachsen die Bewahrung und Entwicklung, Förderung und Verbreitung der sorbischen Sprache, Kultur und Traditionen als Ausdruck der Identität des sorbischen Volkes unterstützen.
Sie wurde 1991 per Erlass zunächst als nichtrechtsfähige Stiftung des öffentlichen Rechts in der evangelischen Kirche von Lohsa gegründet. Unter Berücksichtigung, dass das sorbische Volk jenseits der Grenzen der BRD keinen Mutterstaat besitzt und gestützt auf die in der Protokollnotiz Nr. 14 zu Art. 35 des Einigungsvertrages erklärte Verpflichtung der Bundesrepublik gegenüber dem sorbischen Volk wurden so die materiellen Rahmenbedingungen geschaffen. Mit Unterzeichnung des Staatsvertrages zwischen dem Land Brandenburg und dem Freistaat Sachsen über die Errichtung der Stiftung für das sorbische Volk vom 28. August 1998 erlangte die Stiftung ihre Rechtsfähigkeit. Gleichzeitig wurde ein erstes bis Ende 2007 gültiges Finanzierungsabkommen zwischen dem Bund und den Ländern Brandenburg und Sachsen vereinbart. Auf der Grundlage des Zweiten Abkommens über die gemeinsame Finanzierung vom 10. Juli 2009 erhält die Stiftung zur Erfüllung des Stiftungszweckes jährliche Zuwendungen des Freistaates Sachsen, des Landes Brandenburg und des Bundes. Das Abkommen galt bis zum 31. Dezember 2013. Bis zum Abschluss des dritten Abkommens im Jahr 2016 wurde die Fördersumme jährlich neu festgelegt.
Die bis 2013 festgelegte Zuwendungssumme betrug 16,8 Millionen Euro. Sie setzte sich wie folgt zusammen: Bund 8,2 Millionen Euro, Sachsen 5,85 Millionen Euro, Brandenburg 2,77 Millionen Euro. Den größten Anteil des Stiftungsetats erhielten das Sorbische National-Ensemble (29 %), der Domowina-Verlag (17,2 %) und das Sorbische Institut (11,3 %) sowie die Stiftungsverwaltung (11,4 %). Um die absolute Fördermenge und die Verteilung für einzelne Institutionen und Projekte gab es immer wieder öffentliche Kontroversen, die in einigen Fällen zu Demonstrationen führten.
Bundesinnenminister Horst Seehofer, der Ministerpräsident des Landes Brandenburg Dietmar Woidke und der Ministerpräsident des Freistaates Sachsen Michael Kretschmer unterschrieben am 20. Juli 2021 das gemeinsame Finanzierungsabkommen für die nächste Förderperiode. Der Beschluss sieht eine finanzielle Förderung in den Jahren 2021 bis 2025 mit einer Jahressumme von 23,916 Millionen Euro vor.

### Institut für Sorabistik
Am 10. Dezember 1716 gründeten sechs sorbische Theologiestudenten mit Erlaubnis des Senates der Universität Leipzig das „Wendische Predigercollegium“ (später umbenannt in „Lausitzer Predigergesellschaft“), den ersten sorbischen Verein überhaupt. Ihr Grundsatz war zugleich ihre Grußformel: „Soraborum saluti!“ Heute ist das Institut für Sorabistik an der Universität Leipzig das einzige Institut in Deutschland, an dem Sorbischlehrer und Sorabisten ausgebildet werden. Unterrichtssprachen sind Ober- und Niedersorbisch. In letzter Zeit finden die Sorabistik und die dazu angebotenen Studiengänge an der Universität Leipzig zunehmendes Interesse, insbesondere im slawischen Ausland. Direktor des Institutes ist seit dem 1. März 2003 Eduard Werner (sorb. Edward Wornar).

### Sorbisches Institut
Seit 1951 existiert in Bautzen eine außeruniversitäre Forschungseinrichtung der Sorabistik, die bis 1991 zur Deutschen Akademie der Wissenschaften in Berlin (Ost) gehörte. 1992 zum Sorbischen Institut e. V. (Serbski Institut z. t.) umgegründet, sind die ca. 25 festen Mitarbeiter nun an den beiden Standorten Bautzen (Sachsen) und Cottbus (Brandenburg) tätig. Komplexer Auftrag ist die Erforschung der sorbischen Sprache (Ober- und Niedersorbisch), der Geschichte, Kultur und Identität des sorbischen Volkes in der Ober- und Niederlausitz. Das Institut wirkt mit seinen vielfältigen Projekten zugleich auf die Praxis der Erhaltung und Entfaltung sorbischer nationaler Substanz ein. Ihm angegliedert sind die Sorbische Zentralbibliothek und das Sorbische Kulturarchiv, die das sorbische Kulturerbe aus nahezu 500 Jahren sammeln, bewahren und weitervermitteln.

### Domowina-Verlag
Ebenfalls in Bautzen ist der Domowina-Verlag (sorb. Ludowe nakładnistwo Domowina) ansässig, in dem die meisten sorbischen Bücher, Zeitungen und Zeitschriften erscheinen. Der Verlag ging aus dem 1958 gegründeten VEB Domowina-Verlag hervor, welcher 1990 in eine GmbH umgewandelt wurde. Der Verlag wird aus dem Etat der Stiftung für das sorbische Volk mit 2,9 Mio € finanziert (Stand 2012). Seit 1991 wird vom Verlag die Smoler’sche Verlagsbuchhandlung (sorb. Smolerjec kniharnja) betrieben, die in Anlehnung an die 1851 eingerichtete sorbische Buchhandlung des ersten sorbischen Verlegers Jan Arnošt Smoler (1816–1884) benannt ist.

### Sorbisches Museum
Das Sorbische Museum in Bautzen (Serbski muzej Budyšin) befindet sich im Salzhaus der Ortenburg. In seiner Ausstellung gibt es einen Überblick über die Geschichte der Sorben von seinen Anfängen im 6. Jahrhundert bis zur Gegenwart sowie über Kultur und Lebensweise der sorbischen Bevölkerung. In regelmäßig wechselnden Sonderausstellungen werden Werke sorbischer bildender Künstler präsentiert oder spezielle geschichtliche Themen behandelt. Träger des Sorbischen Museums ist der Landkreis Bautzen. Außerdem wird es aus Mitteln der Stiftung für das sorbische Volk und des Kulturraumes Oberlausitz-Niederschlesien gefördert.

### Sorbisches National-Ensemble
Das Sorbische National-Ensemble (Serbski ludowy ansambl) ist das einzige professionelle sorbische Tanz- und Musiktheater und verfügt über die Sparten Orchester, Ballett und Chor. Repertoire-Schwerpunkte sind Tanztheater, Musiktheater, Konzerte und Kindermusiktheater – von sorbisch-traditionell bis zeitgenössisch-modern. Der Sitz des SNE befindet sich rund um die Röhrscheidtbastei an der Friedensbrücke in Bautzen. Tourneen führten das Ensemble in über 40 Länder auf 4 Kontinenten mit rund 14.000 Gastspielen seit 1952. Das Ensemble wird als gGmbH geführt, deren einziger Gesellschafter die Stiftung für das sorbische Volk ist. Aus deren Kasse erhält es über 5 Mio. Euro jährlich, etwa ein Fünftel des gesamten Stiftungsetats.

### Schulen und Kindergärten
Im Freistaat Sachsen und im Land Brandenburg gibt es im zweisprachigen Siedlungsgebiet der Sorben mehrere bilinguale sorbisch-deutsche Schulen, sowie weitere Schulen, an denen Sorbisch als Fremdsprache gelehrt wird. In Sachsen arbeiteten im Schuljahr 2013/14 acht Grund- und sechs Oberschulen zweisprachig und in Brandenburg vier Grund- und eine Oberschule mit Grundschulanteil als zweisprachige sorbisch-deutsche Schulen. Die Erlangung der Hochschulreife in sorbischer Sprache ermöglichen das Sorbische Gymnasium in Bautzen und das Niedersorbische Gymnasium in Cottbus.
In beiden Ländern gibt es weiterhin mehrere sorbische Kindergärten. Der bundeslandübergreifende Sorbische Schulverein hat zudem das Projekt Witaj zur zweisprachigen Betreuung und Ausbildung an Kindergärten und Schulen ins Leben gerufen, bei dem die Kinder per Immersion an die sorbische Sprache herangeführt werden.
Siehe auch: Sorbisches Schulwesen

## Medien

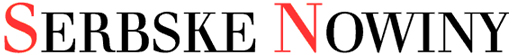
Titelzeile der SN

Es erscheinen eine obersorbische Tageszeitung Serbske Nowiny (Sorbische Zeitung), eine niedersorbische Wochenzeitung Nowy Casnik (Neue Zeitung), die sorbische Kulturmonatsschrift Rozhlad (Umschau), die Kinderzeitschrift Płomjo (Flamme), die katholische Zeitschrift Katolski Posoł und die evangelische Kirchenzeitung Pomhaj Bóh. Das Sorbische Institut bringt alle sechs Monate die wissenschaftliche Zeitschrift Lětopis heraus. Für Pädagogen gibt es die Fachzeitschrift Serbska šula.
Ferner gibt es den Sorbischen Rundfunk, dessen Programm vom Mitteldeutschen Rundfunk und Rundfunk Berlin-Brandenburg produziert wird. Täglich werden einige Stunden sorbischsprachige Radiosendungen von Sendern in Calau (RBB) und Hoyerswerda (MDR 1) ausgestrahlt, wobei alle niedersorbischen Sendungen des RBB auch im Internet nachgehört werden können. Für junge Leute sendet der RBB jeden ersten Donnerstag im Monat das halbstündige Monatsmagazin Bubak und der MDR jeden Montag das zweistündige Wochenmagazin Radio Satkula.
Der Rundfunk Berlin-Brandenburg produziert seit April 1992 monatlich das halbstündige niedersorbische Fernsehmagazin Łužyca (Lausitz), der MDR seit dem 8. September 2001 monatlich die halbstündige obersorbische Sendung Wuhladko (Aussicht). Außerdem sendet der MDR jeden Sonntag Unser Sandmännchen in Zweikanalton.

## Kultur

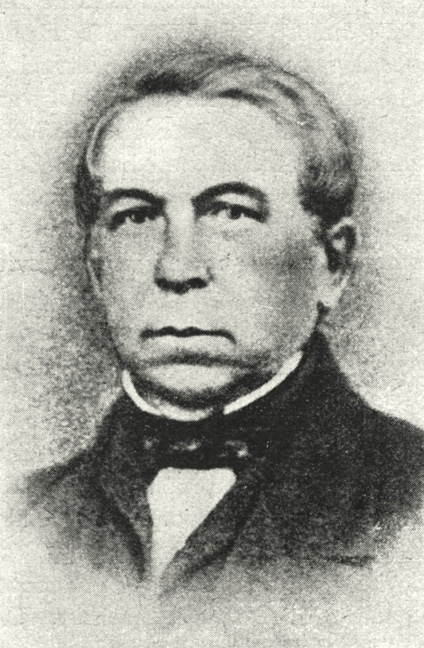
Handrij Zejler

### Bildende Kunst

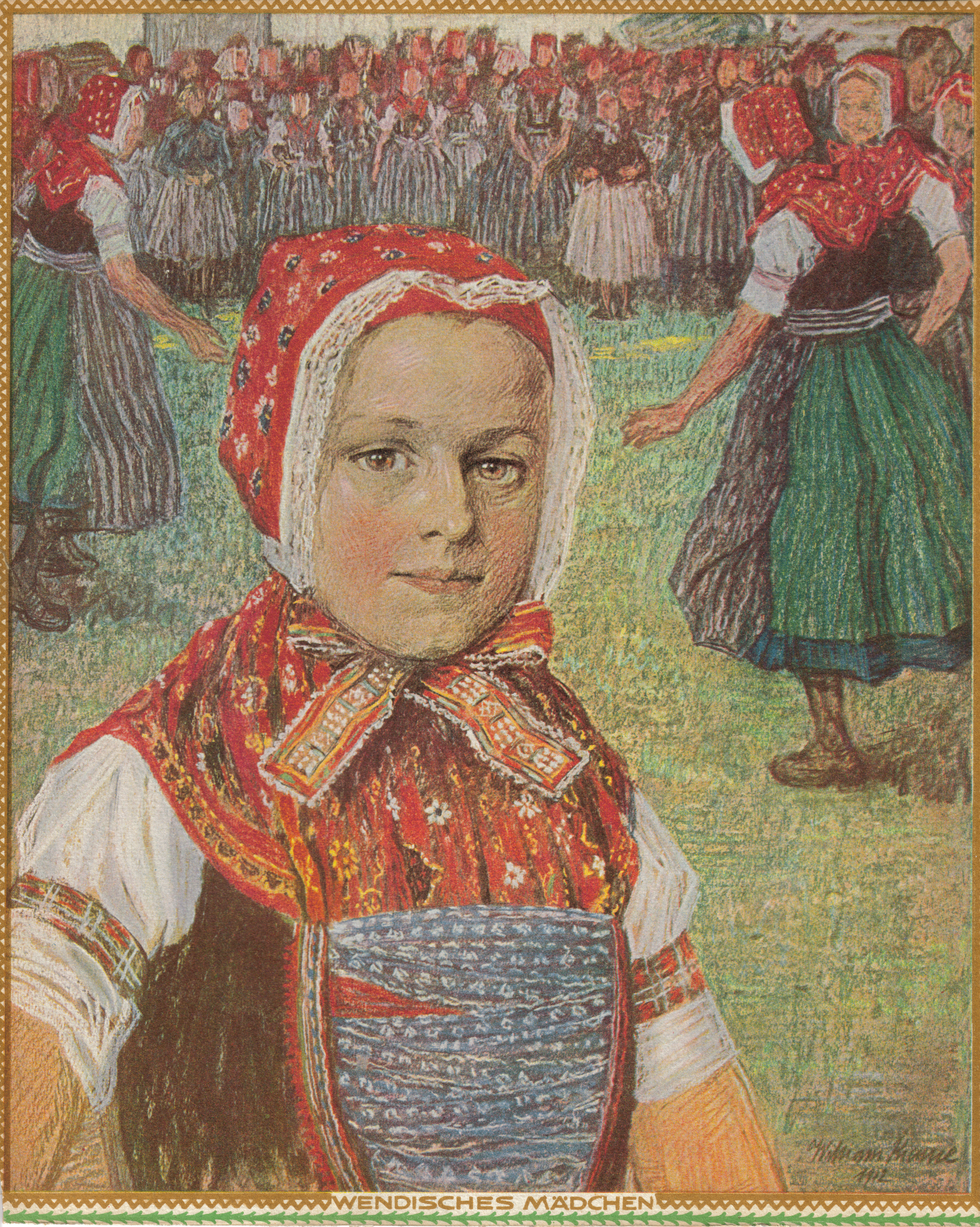
William Krause, Wendisches Mädchen (1912, Schleifer Tracht)

Mit den Bildhauern Jakub Delenka (1695–1763) und Maćij Wjacław Jakula (Jäckel) tauchen die ersten Künstler im Zeitalter des Barock auf. Jäckel hatte in Prag eine Werkstatt und schuf mehrere Skulpturen für böhmische Klosterkirchen und die Prager Karlsbrücke. Zu den herausragenden Künstlern des 18./19. Jahrhunderts zählt der Landschaftszeichner und -radierer Hendrich Božidar Wjela, der zwischen 1793 und 1799 an der Dresdener Kunstakademie bei Johann Christian Klengel und Giovanni Battista Casanova studierte. Wjela kann als Zeichner und Radierer zwischen dem Sturm und Drang und der Romantik eingeordnet werden.
Ende des 19. Jahrhunderts entstand durch den Aufschwung der Volkskunde und des Heimatschutzes die sogenannte Brauchtumsmalerei und das Interesse deutscher und ausländischer Künstler für die Sorben wurde geweckt. Dem Landvolk widmeten sich mit dieser auf eine beschreibende Darstellung der Folklore zielenden Malerei Künstler wie William Krause, Ludvík Kuba sowie später unter anderem Friedrich Krause-Osten, und zeigten die Sorben in ihrer kulturellen Vielfalt und Tradition.
Zu den herausragenden sorbischen Künstlern des 20. Jahrhunderts zählen der Maler, Graphiker und Schriftsteller Měrćin Nowak-Njechorński sowie Hanka Krawcec und Fryco Latk. In den zwanziger Jahren versuchten die Künstler, nationale Ideale nicht durch die reine Abbildung der Folklore zu interpretierten, sondern durch ein stärkeres ästhetisches und philosophisches Eindringen in die Eigenarten des sorbischen Volkes. Nach dem Zweiten Weltkrieg fanden sich sorbische Maler und Grafiker 1948 zum Arbeitskreis sorbischer bildender Künstler zusammen. Der Arbeitskreis wurde von 1948 bis 1951 durch Conrad Felixmüller geleitet, in dessen folkloristisch geprägter Malerei aus dem ländlichen Milieu der sorbischen Oberlausitz ein Wiederentdecken seiner sorbischen Vorfahren zum Ausdruck kommt. Zum sorbischen Arbeitskreis gehörten unter anderem auch Horst Šlosar und Ota Garten. Zeitgenössische sorbische Kunstschaffende sind unter anderem die Maler Jan Buk und Božena Nawka-Kunysz sowie die Graphikerin und Keramikerin Jěwa Wórša Lanzyna.
Siehe auch: Liste sorbischer bildender Künstler

### Musik
Die frühe sorbische Musik ist durch das Volkslied und die instrumentale Volksmusik gekennzeichnet, die über Jahrhunderte mündlich überliefert wurde und auch neu entstand.

#### 16. bis 18. Jahrhundert
Zur Zeit der Reformation gab es einige namhafte sorbische Kirchenmusiker, wie zum Beispiel den aus der Niederlausitz stammenden Kantor der St.-Nicolai-Kirche in Berlin, Jan Krygaŕ (Johann Crüger). Er gilt als wichtigster protestantischer Choralkomponist und Musiktheoretiker des 17. Jahrhunderts, aus dessen Schriften sogar Johann Sebastian Bach sein musikalisches Handwerk erwarb.
Das erste weltliche Werk sorbischer Kunstmusik stammt von Jurij Rak aus dem Jahre 1767. Es handelt sich dabei um eine „Jubiläumsode“ des damaligen Jurastudenten zur 50-Jahr-Feier des Wendischen Predigercollegiums zu Leipzig („Sorabia“).

#### 19. und frühes 20. Jahrhundert
Erste Dokumentationen sorbischer Volksmusik gibt es aus dem frühen 19. Jahrhundert, wie zum Beispiel das „Kralsche Geigenspielbuch“ des Volksmusikanten Mikławš Kral (1791–1812) und die in Bautzen erschienene Sammlung „Volkslieder der Sorben in der Ober- und Niederlausitz“ von Leopold Haupt (1797–1883) und Jan Arnošt Smoler.
Obwohl das sorbische Musikleben weder über Theater oder Orchester verfügte, erreichte die Kunstmusik Mitte bis Ende des 19. Jahrhunderts einen ersten bedeutsamen Höhepunkt. Entscheidenden Anteil hatte der Lehrer und Kantor Korla Awgust Kocor. Gemeinsam mit dem Dichter Handrij Zejler organisierte er ein erstes Gesangfest am 17. Oktober 1845 im Bautzener Schützenhaus. Dort wurde auch Zejlers Rjana Łužica erstmals aufgeführt, deren Vertonung von Kocor stammt. Sie begründeten die Tradition der Sorbischen Sängerfeste, welche sich zu populären Ereignissen im Oberlausitzer Kulturraum entwickelten. Eines der wichtigen Werke von Kocor ist das Oratorium „Nalěćo“ (deutsch Frühling) auf einen Gedichtzyklus von Zejler.
Um 1900 war Jurij Pilk einer der maßgeblichen Vertreter des sorbischen Musiklebens. Die Ouvertüre zum Singspiel „Smjertnica“ (Die Todesgöttin) zählt zu seinen wichtigsten Werken. Eine weitere Persönlichkeit mit bleibendem Einfluss war der sorbische Komponist, Musikpädagoge und Herausgeber von Musikliteratur Bjarnat Krawc.

#### 1945 bis 1990
Nach 1945 war Jurij Winar (1909–1991) treibende Kraft zur Wiederbelebung des sorbischen Musiklebens. Winar gründete 1952 das heutige Sorbische National-Ensemble (Serbski ludowy ansambl, SLA), an dem er bis 1960 Intendant und künstlerischer Leiter war. Gefördert durch die Stiftung für das sorbische Volk pflegen, bewahren und entwickeln heute die drei professionellen Sparten Ballett, Chor und Orchester die kulturelle Tradition der Sorben.

#### Gegenwart
Zu den Vertretern der zeitgenössischen sorbischen klassischen Musik zählen Ulrich Pogoda, Jan Bulank, Detlef Kobjela, Sebastian Elikowski-Winkler und weitere Komponisten.
Seit den 1990er Jahren gibt es wieder vermehrt Musiker und Gruppen, die neben Volksmusik auch Pop, Rock, Metal und Punk in ober- und niedersorbischer Sprache spielten bzw. spielen, wie Awful Noise, DeyziDoxs, die Folksamen, Berlinska Dróha, Jankahanka, Bernd Pittkunings und andere.

### Theater

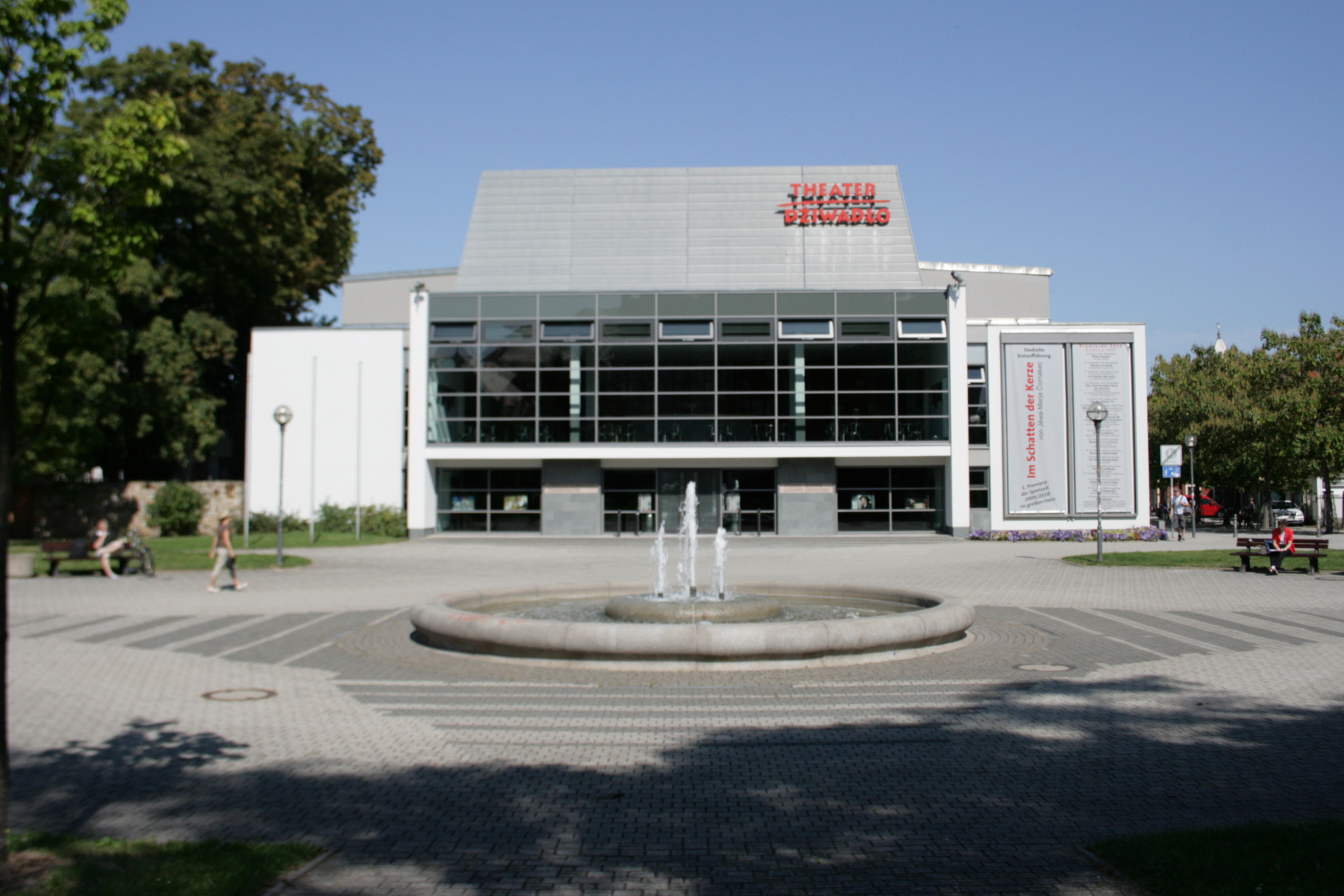
Deutsch-Sorbisches Volkstheater an den Schilleranlagen in Bautzen

Das Deutsch-Sorbische Volkstheater (Němsko-Serbske ludowe dźiwadło) geht auf das seit Ende des 18. Jahrhunderts bestehende Bautzener Theater zurück, welches 1963 mit dem seit 1948 bestehenden Sorbischen Volkstheater vereint wurde. Es führt Werke in deutscher und sorbischer Sprache auf. Das Theater in Bautzen ist ein kommunaler Eigenbetrieb des Landkreises Bautzen und wird anteilig aus Mitteln der Stiftung für das sorbische Volk und des Kulturraumes Oberlausitz-Niederschlesien finanziert.

### Folklore

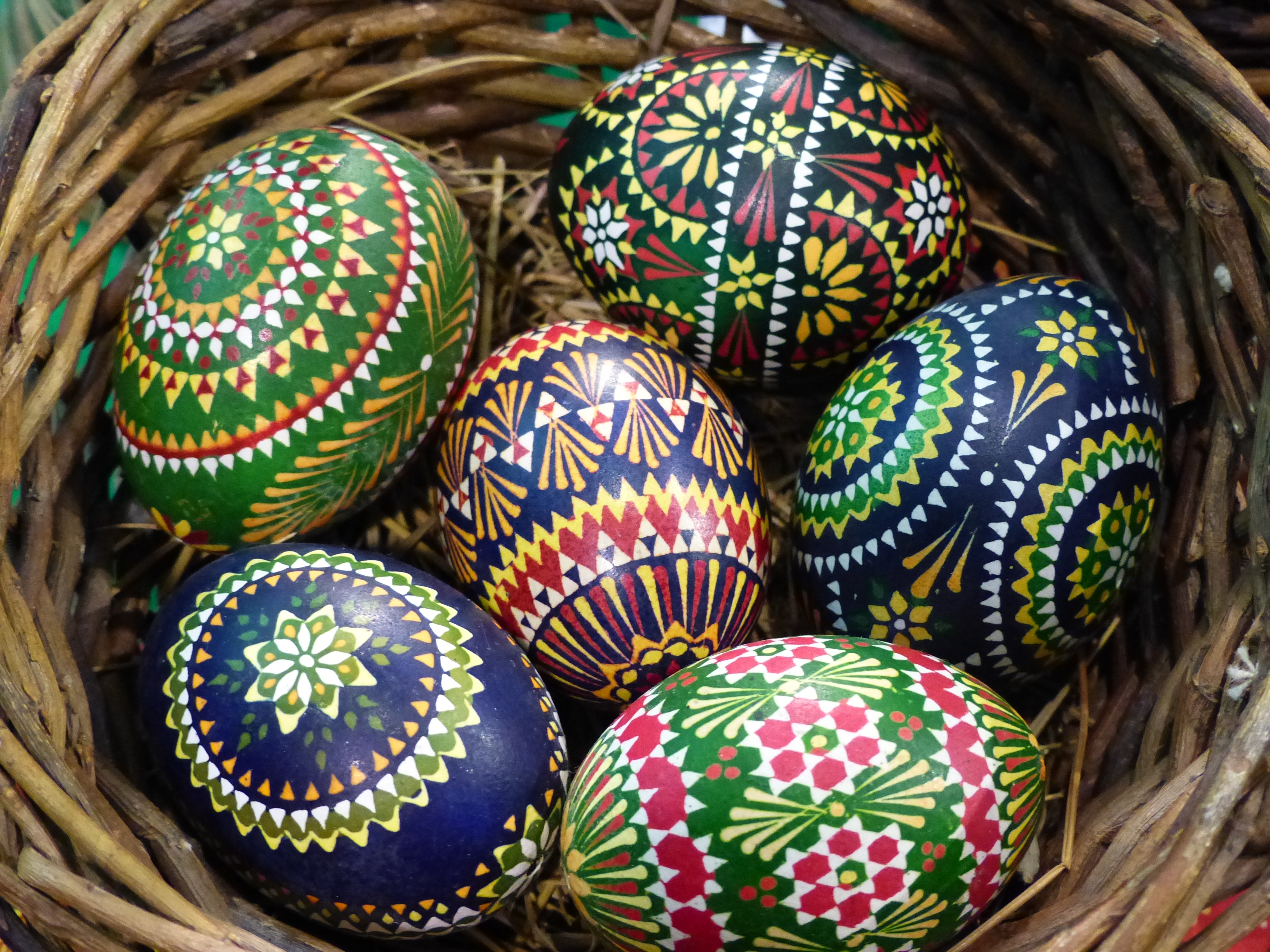
Bemalte sorbische Ostereier

Viele Bräuche haben sich erhalten, vor allem das Osterreiten, die Vogelhochzeit und das traditionelle Bemalen von Ostereiern. Zahlreiche slawische mythologische Vorstellungen sind heute noch lebendig, wie zum Beispiel die Mittagsfrau (Připołdnica/Přezpołdnica), der Wassermann (Wódny muž), die Gottesklage (Bože sadleško) oder der geld- und glückbringende Drachen (obersorb. zmij, niedersorb. plón).
Im obersorbischen Kerngebiet, in etwa durch ein Dreieck zwischen den Städten Bautzen, Kamenz und Wittichenau beschrieben, sind Kruzifixe am Wegrand und in Vorgärten sowie gepflegte Kirchen und Kapellen Ausdruck einer bis in die Gegenwart gelebten (meist katholischen) Volksfrömmigkeit, die viel zur Bewahrung der sorbischen Substanz beigetragen hat.
Die sorbischen Trachten sind regional stark unterschiedlich. Sie werden vereinzelt von älteren Frauen noch täglich, von jüngeren jedoch nur zu den großen Feiertagen getragen, wie beispielsweise zu Fronleichnam die Tracht der Brautjungfer (družka).

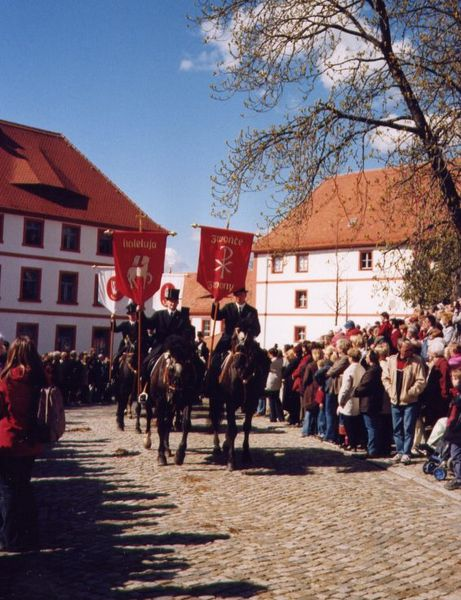
Osterreiter im Kloster St. Marienstern
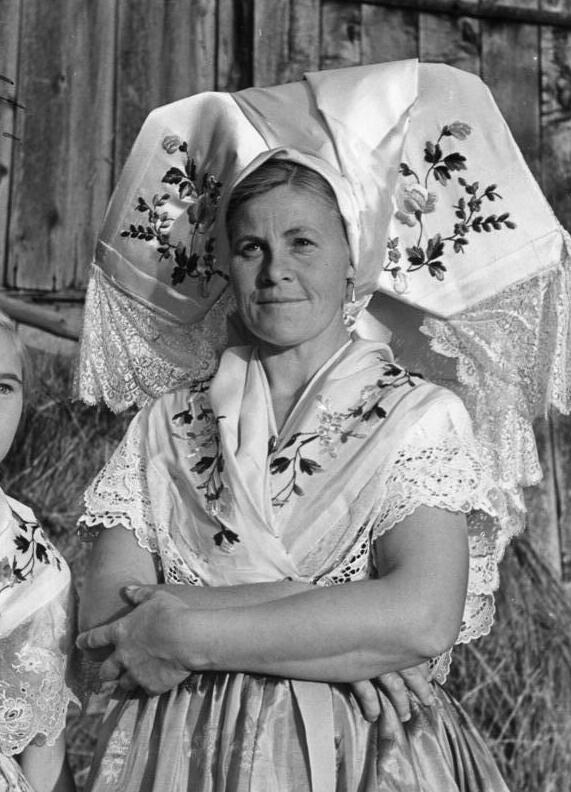
Spreewaldbäuerin um 1948
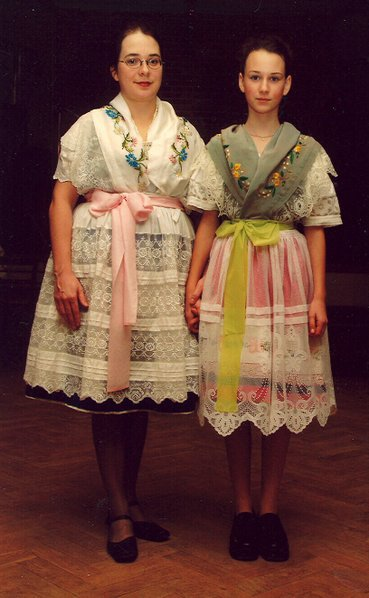
Sorbische Festtagstracht aus dem Spreewald
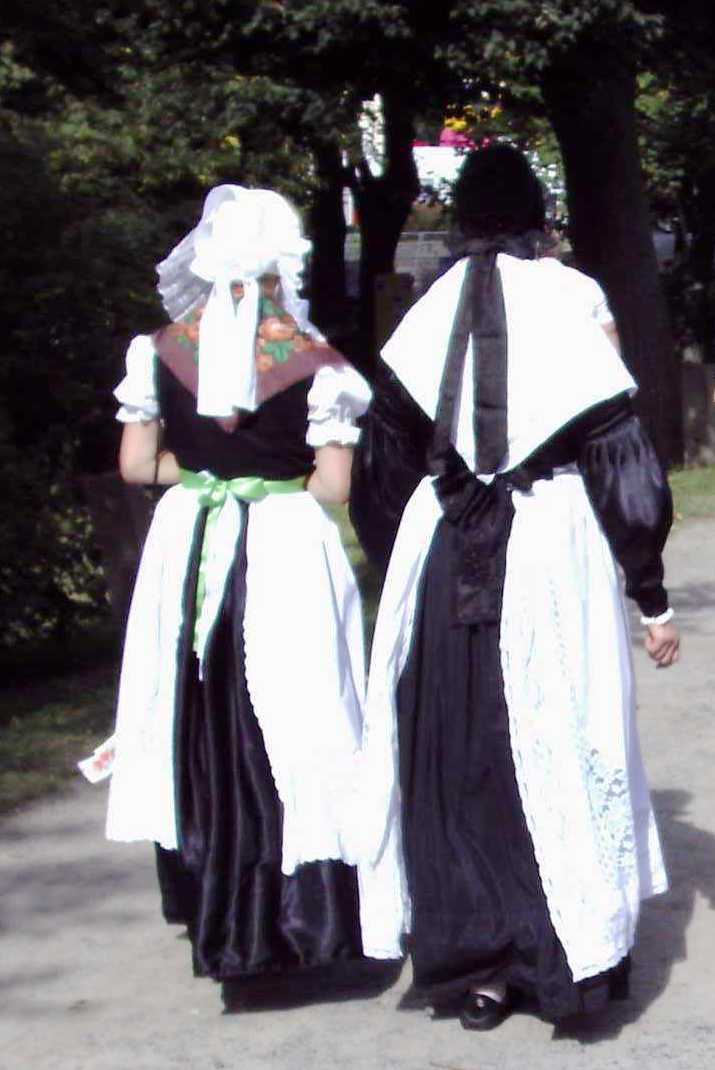
Kirchgangstracht für Protestantinnen um Bautzen

## Geschichte

### Sorbische Frühgeschichte (6. bis 9. Jahrhundert)
Die Sorben können auf eine etwa 1400 Jahre lang nachweisbare Geschichte zurückblicken. In der ersten Hälfte des 6. Jahrhunderts n. Chr. verließen ihre Vorfahren im Zuge der damaligen Völkerwanderung ihre Wohngebiete nördlich der Karpaten zwischen Oder und Dnepr und zogen über Schlesien und Böhmen nach Westen, wo sie im 6. Jahrhundert das Gebiet zwischen dem Oberlauf der Neiße in Nordböhmen und dem Flussgebiet der Saale mit dem sächsischen Vorland des Erzgebirges und dem Fläming besiedelten. Diese Gebiete waren seit der Abwanderung germanischer Völkerschaften im Zuge der Völkerwanderung nahezu unbewohnt, verbliebene germanische Restbevölkerung wurde assimiliert.

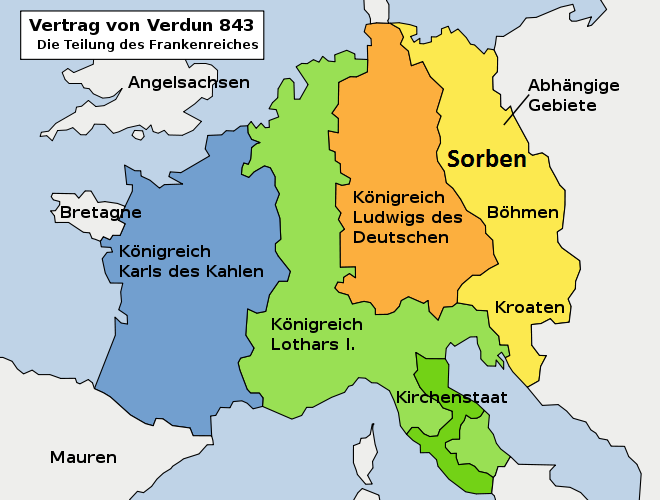
Aufteilung des Fränkischen Reiches im Jahre 843. Das Siedlungsgebiet der Sorben (gelb, oben) grenzt an das Ostfrankenreich von Ludwig dem Deutschen (hellbraun).

In der sogenannten Fredegar-Chronik werden für 631/32 Wenden und erstmals Sorben erwähnt, welche wiederholt plündernd in Thüringen und anderen Gauen des Frankenreiches einfielen: „Seither fielen die Wenden zu wiederholten Malen in Thüringen und anderen pagi des Frankenreiches ein, um sie auszuplündern; ja sogar Dervanus, der dux des Volkes des Sorben [lat. Dervanus dux gente Surbiorum], die von slawischer Herkunft waren und schon seit jeher zum Reiche der Franken gehört hatten, unterstellte sich mit seinem Volk dem Reiche Samos.“ Nach weiteren Überfällen durch die abtrünnigen Sorben wurde schließlich der in Thüringen herrschende Herzog Radulf mit einem bedeutenden Sieg 634/635 Herr der Lage und schloss 641 mit den benachbarten Slawenstämmen ein Bündnis auf der Basis der Gleichberechtigung.
Die in den Quellen des Früh- und Hochmittelalters als „Sorben“ (lat. surbi, sorabi) bezeichneten westslawischen Stämme, Bewohner der Gebiete zwischen Saale und Mulde, gerieten im 8. und 9. Jahrhundert zunehmend in die Abhängigkeit vom (ost)fränkischen Reich und die Grenz- und Schutzzone Limes Sorabicus entstand in diesem Gebiet. Für das Jahr 806 ist belegt, dass ein König der Sorben namens Miliduch (oder Melito) getötet wurde, woraufhin sich andere Könige, zum Teil nach erbitterten Kämpfen, unterwarfen. Sie wurden zu Tributleistungen gezwungen, dem christlichen Glauben zugeführt und durch die mittelalterliche Deutsche Ostsiedlung assimiliert. Über die weiter östlich im Elbtal lebenden Daleminzier und die in den Lausitzen lebenden slawischen Stämme der Lusitzi (auch Lusici, Lusizer oder Lausitzer) und Milzener, deren Nachkommen heute den Namen „Sorben“ tragen, geben die fränkischen Geschichtsquellen auch nur spärlich Auskunft. Während einige Historiker (u. a. Karlheinz Blaschke, Joachim Herrmann) davon ausgehen, dass sich das Ethnonym Sorben erst im Laufe des frühen Mittelalters von der Saale und Mulde zu den weiter östlich wohnenden und ähnliche Dialekte sprechenden Stämmen ausbreitete, vertrat der Sorabist Hinc Schuster-Šewc auf der Grundlage linguistischer Erwägungen die These, alle Sorbisch sprechenden Stämme hätten diesen gemeinsamen (Über-)Namen bereits zur Zeit ihrer Einwanderung getragen. Die Differenzierung in Einzelgruppen mit eigenen Namen habe erst in der neuen Heimat begonnen.
Während das Mährerreich im 9. Jahrhundert zur Blüte gelangte, gab es bei den Bewohnern zwischen Saale und Neiße zur Zeit der Eroberung durch die Franken keine heute bekannten überregionalen politischen Strukturen. Sie lebten vornehmlich als Bauern in kleinen Stammesverbänden, die jeweils nur einige Dutzend recht kleiner dörflicher Siedlungen umfassten, die gesellschaftlich in die Masse abhängiger Bauern und eine schmale adlige Herrschaftsschicht gegliedert waren. Aus der letzteren rekrutierten sich auch die Stammes- oder Gaufürsten, die in den fränkischen Quellen meist dux (= Herzog, Fürst) genannt werden.

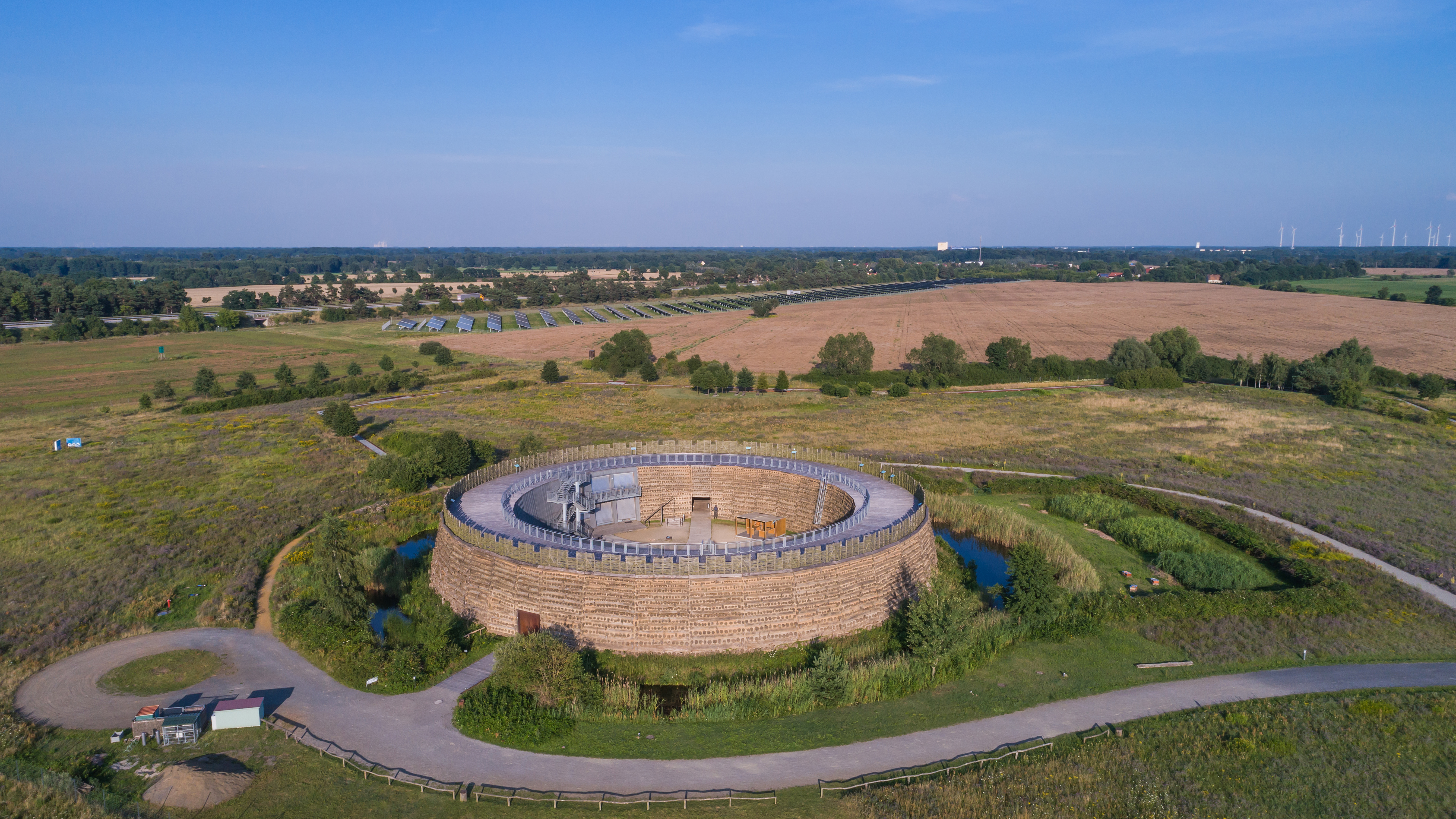
Nachbildung der Slawenburg Raddusch, einer im 9./10. Jh. durch den Stamm der Lusitzi errichteten Fliehburg bei Vetschau

Herrschaftszentren waren wohl die zahlreichen Slawenburgen mit Wehrmauern aus Holz-Erde-Konstruktionen, welche ab dem Ende des 9. Jahrhunderts entstanden. Je nach Lage wurden Höhenburgen auf Standorten, die das umgebende Gelände überragten, errichtet, welche je nach am Ort vorhandenem Baumaterial auch mächtige steinerne Schalmauern besitzen konnten (z. B. auf der Landeskrone bei Görlitz). Wenn geeignete Höhenlagen fehlten, entstanden Niederungsburgen meist mit Gewässern oder Sumpflandschaften (Sumpfringwälle bzw. Sumpfburgen) als natürlichen Schutz. Der Auflistung des Bayerischen Geographen zufolge verfügten die Sorben über 50 und die Lusitzi und Milzener über je 30 civitates. Der Begriff civitas bezeichnet vermutlich eine zentrale Burg oder einen Burgbezirk mit zugehörigen Siedlungen. Die Lokalisierung des Siedlungsgebietes der Sorben oder surbi nach den Angaben des bayerischen Geographen bleibt in der Forschung umstritten. Das Kerngebiet der heutigen sorbischen Besiedlung der Oberlausitz liegt im Stammesgebiet der Milzener mit ihrer Hauptburg Budissin (Bautzen). Das Siedlungsgebiet der Niederlausitzer Sorben entspricht jenem des für die Landschaft namengebenden slawischen Stammes der Lusitzi.
Über die vorchristliche Religion der Slawen zwischen Saale und Neiße ist wenig bekannt. Weder weiß man, ob es einen Priesterstand gab, noch haben die Archäologen in diesen Gebieten bisher ein Heiligtum von überregionaler Bedeutung entdecken können. Der mittelalterlichen Tradition nach wurden aber manche frühe christliche Kirchen an Stelle alter slawischer Heiligtümer errichtet, so zum Beispiel die Kirche auf dem Opferberg in Leipzig-Wahren.
Bis zum Beginn des 10. Jahrhunderts befanden sich die sorbisch besiedelten Gebiete an der Saale nur in einem mehr oder weniger engen Abhängigkeitsverhältnis vom Frankenreich. Die Slawen im Gebiet des Limes Sorabicus mussten Tribute an die Franken entrichten. Zu einer intensiveren deutschsprachigen Besiedlung und Herrschaftsbildung kam es erst unter König Heinrich I.

### Die Sorben im Hochmittelalter (10. bis 11. Jahrhundert)
Nachdem Heinrich I. mit den einfallenden Ungarn um 924–926 einen neunjährigen Waffenstillstand schließen konnte, führte er in dieser Zeit um 928/929 einen groß angelegten erfolgreichen Feldzug zur Unterwerfung der slawischen Stämme östlich der Elbe (Obodriten, Wilzen, Heveller, Daleminzier und Redarier). Seinen Vormarsch sicherte der König durch die Anlage zahlreicher Burgen. Eine der wichtigsten Gründungen war 928/929 die Zwingburg in Meißen (an der Stelle der heutigen Albrechtsburg) gegen die besiegten Daleminzier, von wo aus er 932 die Milzener unterwarf. Durch weitere Siege 932 über die Lusizer – dabei zerstörte er ihre Stammesburg Liubusua – sowie 934 gegen die Ukranen zwang er auch diese slawischen Stämme in die Tributpflicht.
Zu Beginn der frühen Neuzeit wurde der Volksname Sorben allmählich auf die siedelnden Lusitzi und Milzener übertragen, die in den früh- und hochmittelalterlichen Quellen noch deutlich von den Sorben geschieden wurden. Vom 12. bis zum 19. Jahrhundert wurde die deutsche Bezeichnung Wenden für sämtliche slawische Bewohner von Gebieten entlang und östlich der Elbe („Elbslawen“) sowie für Slawen nördlich der Donau, in der Oberpfalz und in Oberfranken (Bavaria Slavica) und in den Ostalpen verwendet. In der Sprachwissenschaft werden heute die Sprachen der südlichen Elbslawen bzw. deren überlieferte Reste insgesamt als sorbisch bezeichnet.
Gero, der von Kaiser Otto I. 939 eingesetzte Markgraf der Sächsischen Ostmark (sie umfasste das gesamte Gebiet zwischen Elbe, Havel und Saale) führte die gewaltsame Unterwerfung der Sorben fort. 939 lud er 30 slawische Fürsten zu einem Gastmahl ein und ließ sie ermorden. Die Bluttat hatte einen Aufstand der Slawen zur Folge, denen sich auch Stämme nördlich der Ostmark anschlossen. In mehreren Kriegszügen von 954 bis zu Geros Tod 965 besiegten Kaiser Otto I. und Gero die nordwestslawischen Stämme sowie die Lusitzi in der Lausitz, wodurch die sächsische Tributherrschaft bis an die Oder ausgedehnt und gefestigt wurde. Während die Slawen im heutigen nördlichen Brandenburg und Mecklenburg ihre Selbstständigkeit durch einen großen Aufstand 983 noch einmal für längere Zeit zurückgewinnen konnten, war die Unterwerfung der Sorben endgültig. Die Herrschaft über die Lausitz und das Milzenerland mit der strategisch bedeutenden Burg Bautzen war allerdings noch von 1002 bis 1032 mit wechselseitigem Erfolg zwischen den Deutschen und dem Polenherzog Bolesław Chrobry umkämpft. Die Untersuchung von 25 sogenannten Ringwällen in der Niederlausitz konnte sehr gut eine Übereinstimmung der Hochzeit des Burgenbaus Anfang des 10. Jahrhunderts mit den Eroberungsaktivitäten von Otto I. zeigen. Die Bauaktivitäten enden um 960–970 und sind wahrscheinlich auf die Unterwerfung der Lausitz durch Gero 963 zurückzuführen.
Im 10. Jahrhundert begann die christliche Kirche bei den Slawen im Elbe-Saale-Gebiet und in der Lausitz mit der Missionierung. Die Befestigung der deutschen Herrschaft und die Schaffung kirchlicher Strukturen gingen dabei Hand in Hand. Kaiser Otto I. gründete 968 das Erzbistum Magdeburg mit den Suffragen Brandenburg, Havelberg, Zeitz, Merseburg und Meißen. Die Sorben, Milzener und Lusizer mussten dem Bischof von Meißen den Zehnten entrichten. Parallel erfolgte unter den Markgrafen der sorbisch besiedelten Gebiete – die große Mark Geros war nach seinem Tod in mehrere kleinere Territorien untergliedert worden (Nordmark, Mark Lausitz, Mark Meißen, Mark Zeitz und Mark Merseburg) – die Einrichtung von Burgwarden. Die unterworfenen Gebiete wurden an deutsche Adelige zu Lehen gegeben, die neuen Herren errichteten Burgen und erhielten Abgaben von den zugehörigen slawischen Dörfern. Zum Teil trat der deutsche Adel dabei nur die Nachfolge der sorbischen Stammesfürsten an. Die ehemalige slawische Führungsschicht war durch die vorangegangenen Kriege dezimiert und ihre Reste wurden in untergeordnete Stellungen abgedrängt. Die Masse der sorbischen bäuerlichen Bevölkerung waren mittlere Bodenbesitzer ohne erbliches Besitzrecht, sowie rechtlose verarmte Bauern oder Leibeigene. Sie mussten Abgaben an den Lehnsherren sowie Handdieste leisten, wozu noch der Zehnte für die Kirche kam. Die obere Schicht der Bauern bildeten die Dorfvorsteher (Župane oder Supane) sowie Kriegs- und Dienstleute.

### 12. bis 15. Jahrhundert

Deutsche Besiedlung slawischen Gebietes ca. 1200–1300, im Zentrum die Lausitz

Nach den zahlreichen Kriegen des 10. und am Beginn des 11. Jahrhunderts verlief die Integration des sorbischen Siedlungsgebiets in das Reich in der folgenden Zeit auf friedliche Weise. Der König, die Markgrafen und nicht zuletzt die kirchlichen Institutionen förderten den so genannten Landesausbau. Die Phase der Hochkolonisation erstreckte sich von etwa 1150 bis 1300 und wurde hauptsächlich von germanischen Siedlern getragen, welche unter anderem aus Flandern, den Niederlanden, Sachsen, Franken, Thüringen und dem Rheinland kamen. Die alteingessenen sorbischen Einwohner wurden zumeist nicht vertrieben, vielmehr entstanden die neuen deutschen Dörfer fast immer auf gerodeten Flächen. An bereits besiedelten Stellen erweiterte man die bestehenden slawischen Siedlungen. Eine erste Phase der Frühkolonisation, mit einem beträchtlichen Anteil durch slawische Altsiedler, gab es aber schon ab 1100, so zum Beispiel um Gera, Zeitz und Altenburg im Pleißenland.
Auch in den Lausitzen waren die Rodungen in der ersten Hälfte des 12. Jahrhunderts vor allem von sorbischen Bauern getragen worden. In dieser Zeit entstanden z. B. viele neue Orte im Gebiet um Hoyerswerda, Spremberg und Weißwasser/Oberlausitz. Die Erweiterung des Kulturlands vergrößerte und stabilisierte in dieser Gegend das sorbische Sprachgebiet. In manchen Gegenden, etwa um das Zisterzienserinnenkloster St. Marienstern herum und bei Hoyerswerda, war das sorbische Element so stark, dass einige deutschsprachige Ortsgründungen über die Zeit slawisiert wurden, so z. B. in Dörgenhausen (sorb. Němcy). Unter den böhmischen Königen intensivierte sich Mitte des 12. Jahrhunderts der Landesausbau in der Oberlausitz, der von den Königen und den Meißener Bischöfen quasi im Wettbewerb betrieben wurde. Deutsche Bauern rodeten große Waldgebiete im Süden und Osten des Landes und legten zahlreiche neue Dörfer an, so zum Beispiel um Bischofswerda und Ortrand. In der Niederlausitz ließen sich die deutschen Siedler in den westlichen, nördlichen und östlichen Randgebieten nieder, so z. B. um Luckau, Storkow und Beeskow sowie Sorau im heutigen Polen.
Im Gegensatz zu den altsorbischen Siedlungen, konnten die Zuwanderer ihre Siedlungen zu flämischem, niederländischem oder fränkischem Recht gründen (die Bezeichnung Deutsches Recht bildete sich erst später heraus), erhielten somit Erbrecht am erschlossenen Land und waren persönlich frei. Weil durch Rodung und Bewirtschaftung die Herrschaftsgebiete der Adligen erst einen Wert bekamen, mussten die eingewanderten Deutschen zudem nur geringere Abgaben an die Grundherren zahlen und wenige Dienste für sie verrichten, oder waren für die ersten Jahre von diesen gänzlich befreit. Insofern sorbische Bauern beim Landesausbau beteiligt waren, genossen sie zumeist dieselben Rechte wie die deutschen Kolonisten.
Im Zuge des Landesausbaus, der Bevölkerungszunahme und dem Zuzug von deutschen Kaufleuten und Handwerkern, kam es auch zu zahlreichen Stadtgründungen. Vorwiegend an Kreuzungen wichtiger Handelsstraßen, an bestehenden Marktsiedlungen und um Burgen oder Markgrafensitze. Ab dem Ende des 12. Jahrhunderts wurden die ersten Stadtrechte verliehen, so z. B. westlich der Elbe an Leipzig (1165) und Meißen (um 1200) sowie östlich an Lübben und Cottbus (jeweils um 1220) in der Niederlausitz und Löbau (1221), Kamenz (1225) oder Bautzen (1240) in der Oberlausitz. Westlich der Elbe kam es schnell zu einem Übergewicht an deutschen Siedlern und die Verdrängung der sorbischen Sprache war im 14. Jahrhundert weitgehend abgeschlossen. Ausdruck finden diese Veränderungen in der Einschränkung der Verwendung der sorbischen Sprache vor Gericht, wie zum Beispiel im Sachsenspiegel Anfang des 13. Jahrhunderts – wer nachweislich der deutschen Sprache mächtig war, musste diese auch verwenden – oder in einem Erlass im Fürstentum Anhalt von 1293, der den Gebrauch des Wendischen als Gerichtssprache verbot. Diese Einschränkungen werden aber nicht hauptsächlich als Ausdruck nationalistischer Einstellungen angesehen, sondern mehr als Anpassung an die vorherrschenden Gegebenheiten.
Im 14./15. Jahrhundert bildeten in der Oberlausitz die Sorben noch ungefähr die Hälfte der ländlichen Bevölkerung und in der Niederlausitz lag der Anteil noch bedeutend höher. In den Städten war ihr Anteil meist geringer und variierte beträchtlich. So betrug er in Bautzen ungefähr 35 %, in Cottbus knapp 30 %, in Guben, Löbau und Bischofswerda war er erheblich geringer. In Luckau lag er bei 50 % und Calau hatte fast ausschließlich sorbische Bewohner. Ab der ersten Hälfte des 14. Jahrhunderts kam es in den Städten der Lausitzen zu einer verstärkten sorbischen Einwanderung, wovon zahlreiche sorbische Bürgereide zum Beispiel aus Luckau, Senftenberg oder Bautzen zeugen. Mit dem Auslaufen der dynamischen wirtschaftlichen Entwicklung kam es auch vermehrt zu einer ablehnenden Haltung gegenüber den sorbischen Bevölkerungsgruppen. Davon zeugen „Deutschtumsverordnungen“ z. B. aus Beeskow (1353), Luckau (1384), Cottbus (1405), Löbau (1448) oder Lübben (1452), wodurch Sorben vorübergehend – vor allem aus Konkurrenzgründen – der Zugang zu den Zünften verwehrt wurde. Im 16. Jahrhundert wurden viele dieser Beschränkungen seitens der Zünfte und auf Entscheid der Markgrafen wieder aufgehoben.

### 16. bis 18. Jahrhundert

#### Reformation und Dreißigjähriger Krieg
Zu Beginn des 16. Jahrhunderts war das sorbische Siedlungsgebiet weiter geschrumpft, vorwiegend durch Assimilation der Sorben und der einhergehenden Verdrängung der Sprache vom Westen her. Abgesehen von einigen verbliebenen größeren Sprachinseln um Wittenberg, Eilenburg und Meißen erstreckte sich das geschlossene sorbische Sprachgebiet jetzt nur noch über die Lausitzen mit einer Fläche von ungefähr 16.000 km². Dort lebten circa 195.000 Menschen, von denen mit 160.000 die überwiegende Mehrzahl Sorben waren. Nordöstlich von Guben und Sorau hatte das sorbischsprachige Gebiet um 1600 noch direkte Verbindung zum polnischen Sprachgebiet. Erst die Verheerungen des Dreißigjährigen Krieges und die damit verbundenen Verluste der sorbischen Bevölkerung sowie eine von der evangelischen Kirche gestützte gezielte Germanisierungspolitik führten in der zweiten Hälfte des 17. Jahrhunderts dazu, dass das sorbische Gebiet zu einer rings von deutschsprachigen Regionen umgebenen Insel wurde.
Großteile der Lausitzen gehörten bis 1635 als Nebenländer den böhmischen Königen aus dem Haus Habsburg. Die Herrschaft Cottbus sowie davon nördlich gelegene Herrschaften von Zossen bis Beeskow sowie Crossen waren im Besitz der Hohenzollern. Über die westlich der Lausitzen gelegene deutsch-sorbische Mischzone im sächsisch-meißnischen Gebiet verfügten die Wettiner. Für alle drei Herrscherhäuser waren es Randgebiete und besonders die Habsburger übten keine starke Zentralgewalt aus. Die Verwaltung wurde den Ständen überlassen, was auf Grund der schlechten wirtschaftlichen Situation des Adels Anfang des 16. Jahrhunderts zu einer verstärkten Ausbeutung der ländlichen Gebiete führte. Die Einforderung von vollen landesüblichen Diensten (sechs Tage in der Woche Arbeit auf den gutsherrlichen Besitzungen, von Sonnenaufgang bis -untergang) führte seit 1525 zu lokal begrenzten Bauernunruhen in Reichwalde (Herrschaft Muskau), Lieberose und Hoyerswerda sowie 1548 zum Bauernaufstand von Uckro in der Nähe von Luckau.
Die Unruhen standen nicht im Zusammenhang mit der von Martin Luther in Wittenberg 1517 angestoßenen Reformation, welche erst verzögert in die beiden Lausitzen und damit ins sorbische Siedlungsgebiet vordrang. Die katholischen Habsburger versuchten die Reformation in den Lausitzen aufzuhalten, konnten sich aber nicht gegen die evangelisch gesinnten Landstände, Städte und Ritterschaften durchsetzen. Die Stände nahmen die Kirchenhoheit in die eigenen Hände und führten die Reformation bis etwa zur Mitte des 16. Jahrhunderts schrittweise in den einzelnen Herrschaften ein. Alle Sorben in der Niederlausitz und mehr als drei Viertel der Oberlausitzer Sorben waren Mitte des 16. Jahrhunderts evangelisch. Nur die Sorben in den Besitzungen des Klosters St. Marienstern und des Bautzener Domstifts St. Petri blieben überwiegend katholisch.
Eine aktive reformatorische Bewegung gab es zunächst in den überwiegend deutschsprachigen Städten. Das reformatorische Schrifttum fand in den ländlichen Gebieten kaum Eingang, weil die meisten Sorben damals weder Deutsch verstehen noch lesen und schreiben konnten. Dies führte dazu, dass der Gottesdienst für die protestantischen Sorben nun in ihrer Muttersprache durchgeführt wurde. Auch Sorben gehörten zu eifrigen Verfechtern der lutherischen Reformationsideen, der bekannteste unter ihnen war der Theologe Jan Brězan (Johann Briesmann) aus Cottbus. Ab der Mitte des 16. Jahrhunderts begannen weitere sorbische protestantische Geistliche, den reformatorischen Grundsatz von der Predigt in der Muttersprache aufnehmend, eine sorbische religiöse Literatur zu schaffen, indem sie die Kernwerke des Protestantismus, Bibel, Katechismus und Kirchenlieder, aus dem Deutschen übersetzten. Mikławš Jakubica aus der Herrschaft Sorau übersetzte 1548 Luthers Neues Testament, was die erste Bibelübersetzung ins Sorbische überhaupt war. Eine Drucklegung erfolgte jedoch auf Grund fehlender finanzieller Mittel nie. 1574 erschien dann Luthers Katechismus, verbunden mit einem Gesangbuch, in der niedersorbischen Übersetzung des Albin Moller aus Straupitz, 1595 gab Wjaclaw Warichius aus Göda Luthers Katechismus in obersorbischer Sprache heraus.
Ab 1538 förderten die Landstände in der Oberlausitz sorbische Theologiestudenten und bis 1546 studierten an der Universität Wittenberg 40 und bis 1600 hatten 147 Sorben dort ihr Theologiestudium abgeschlossen. Auch an der brandenburgischen Landesuniversität Viadrina in Frankfurt wurden zu jener Zeit sorbische Geistliche ausgebildet und bis 1656 sorbische Sprachübungen abgehalten, welche die ersten sorabistischen Veranstaltungen an einer Hochschule waren.
Die Verheerungen des Dreißigjährigen Krieges (1618–1648) unterbrachen die erste Blüte der sorbischen Bildung und des Schrifttums für viele Jahrzehnte. Wie viele andere Regionen Deutschlands, so waren auch die Lausitzen mehrfach von Durchzügen großer Heere und von Seuchen betroffen, die tausende Todesopfer forderten. Der Bevölkerungsverlust betrug nach vorsichtigen Schätzungen über 50 % und im östlichen Teil des sorbischen Siedlungsgebiets um Sorau und Liebenwerda über 75 %, wo am Ende des Krieges viele Orte fast menschenleer waren. Diese Gebiete an der Neiße und östlich davon, wurden später von Deutschen wiederbesiedelt, wodurch das geschlossene sorbische Gebiet wieder sehr viel kleiner wurde.

#### Vom Prager Frieden bis zum Ende des 18. Jahrhunderts

Die Markgraftümer Nieder- und Oberlausitz 1635 (gelb) mit der brandenburgischen Herrschaft Cottbus im Zentrum der Niederlausitz (rot)

Im Jahr 1635, noch vor Beendigung des Dreißigjährigen Krieges (1618–1648) kamen mit dem Frieden von Prag die beiden Markgraftümer Nieder- und Oberlausitz von Böhmen an das Kurfürstentum Sachsen, mit Ausnahme der im Zentrum der Niederlausitz liegenden Herrschaft Cottbus mit der Festung Peitz, welche schon seit Mitte des 15. Jahrhunderts den Hohenzollern und somit zum brandenburgischen und später preußischen Herrschaftsbereich gehörte. Der Besitzwechsel der beiden Lausitzen änderte zunächst wenig an deren Autonomie, da der neue Landesherr im Traditionsrezess die Beibehaltung der ständischen Privilegien, die Lehnshoheit der böhmischen Krone und die kirchlich-konfessionellen Einrichtungen in ihrem Bestand zusagen musste. Dieser Sonderstatus verhinderte vorerst den Einfluss von staatlichen Zentralisierungsbestrebungen und begünstigte auf der einen Seite die Stärkung der sorbischen Kultur- und Sprachentwicklung, führte aber auf der anderen Seite zur Festigung der Positionen des einheimischen Adels und deren Gewalt über die bäuerliche Bevölkerung. Durch den verstärkt einsetzenden Übergang von der Eigenwirtschaft zur Gutswirtschaft, wurde der erbliche Grundbesitz in unerblichen Landbesitz (Lassbesitz) umgewandelt und die Bauern zu verschärften Frondiensten in den entstehenden Rittergütern gezwungen. Durch die 1651 in den sächsischen Teilen der Lausitz und 1653 in den brandenburgischen Teilen der Niederlausitz erlassenen Untertanenordnungen, wurden die Bauern durch die Erbuntertänigkeit an den Eigentümer des Rittergutes gebunden (Schollenzwang) und sie selbst, wie auch ihre Kinder, dem Gesindezwang unterworfen.
Dies führte auf der einen Seite zu einer starken Landflucht der bäuerlichen Bevölkerung. So verließen nach Schätzungen zwischen 1631 und 1720 allein in der Oberlausitz mehr als 8000 Fronbauern ihre Gutsherrschaften. Auf der anderen Seite kam es zu erbitterten Widerstandsaktionen über Bittschriften, Eingaben, Verweigerung von Diensten und Abgaben bis hin zu bewaffneten Aufständen. Die oftmals mehrere Dörfer umfassenden Bauernunruhen erstreckten sich zumeist über mehrere Jahre und wurden letztendlich durch den Einsatz von Militär niedergeschlagen. 1667/68 erhoben sich zum Beispiel im Cottbusischen Kreis an die 5000 Bauern und es gelang erst durch das Aufgebot von 800 Soldaten die Erhebung unter Kontrolle zubringen. Erneut in Cottbus kam es von 1715 bis 1717 zum größten Aufstand sorbischer und deutscher Bauern, an der sich unter der Führung des Eichower Dorfschulzen Hanzo Lehmann über 50 Dörfer beteiligten.
Mit der Herausbildung des Absolutismus, welcher sich in den brandenburgischen Gebieten der Hohenzollern stärker als in Sachsen entfaltete, begann die Eingliederung der Sorben in das organisierte Staatswesen und damit die Verdrängung der sorbischen Sprache. Aufgrund der unterschiedlichen politischen Zielsetzungen differierte das Vorgehen gegen das Sorbische von Landesherr zu Landesherr. Am intensivsten wurde durch Christian I. von Sachsen-Merseburg in der Niederlausitz und durch den brandenburgischen Kurfürst Friedrich Wilhelm im Wendischen Distrikt der Kurmark gegen das Sorbische vorgegangen. Sorbische Bücher und Manuskripte wurden eingezogen und die Ausbreitung des Deutschen im Schulunterricht und bei den Gottesdiensten vorangetrieben. Im Verlauf des 18. Jahrhunderts wurden in den meisten Kirchgemeinden der Niederlausitz die seit der Reformation abgehaltenen sorbischen Gottesdienste abgeschafft, obwohl die meisten betroffenen Gemeinden zu diesem Zeitpunkt fast ausschließlich einsprachig sorbisch waren. Auch die Schulen wurden zu einem Hauptfaktor der Germanisierung, indem man das Sorbische lediglich als Hilfssprache in den ersten Klassen nutzte, wo es nötig war, ansonsten aber ausschließlich Deutsch gelehrt und gesprochen wurde. In der Oberlausitz, wo die Stände ihre Autonomie weiterhin bewahren konnten, nahm man, auch aus Furcht vor einem Wiedererstarken des Katholizismus, wie zum Beispiel im angrenzenden Herzogtum Sagan oder in Wittichenau geschehen, eine gemäßigte Haltung gegenüber der sorbischen Sprache ein und im Cottbusischen Kreis wurde von Friedrich I. sogar das ländliche Schulwesen auf Grundlage der sorbischen Muttersprache begründet und religiöses sorbischen Schriftentum gefördert. Hintergrund war hier die Vermeidung von inneren Konflikten als Grundlage der Expansionsbestrebungen nach Osten.

#### Weiterentwicklung des sorbischen Schrifttums
Nach den ersten Anfängen einer sorbischen religiösen Literatur Mitte des 16. Jahrhunderts, kam es trotz aller politischen und ökonomischen Schwierigkeiten nach dem Dreißigjährigen Krieg zu einem Aufblühen des sorbischen Schrifttums und zur Festigung der sorbischen Sprache. Die stärkste kulturelle Aktivität gab es nach dem Krieg am nördlichen Rand des sorbischen Siedlungsgebietes, aufbauend und inspiriert durch die frühen Arbeiten des Übersetzers und Philologen Handroš Tara (Andreas Tharaeus, 1570–1640), Pfarrherrn vom Friedersdorf im Amt Storkow. So wurde 1650 die erste sorbische Grammatik vom Lübbenauer Oberpfarrer Johannes Choinan verfasst, die durch zahlreiche Abschriften verbreitet wurde. Um diese Zeit erschien auch die erste sorbische Fibel von Juro Ermelius, Rektor der Calauer Stadtschule, sowie von 1653 bis 1656 vier religiöse sorbische Druckschriften, angefertigt von mehreren Geistlichen, hauptsächlich aus dem Amt Beeskow. Durch die einsetzenden Maßnahmen zur Verdrängung des Sorbischen in der Niederlausitz und im Wendischen Distrikt der Kurmark, verlor das Gebiet an Bedeutung für die weitere kulturelle Entwicklung der Sorben und um die Wende zum 18. Jahrhundert trat an seine Stelle der Cottbusische Kreis und die Oberlausitz.

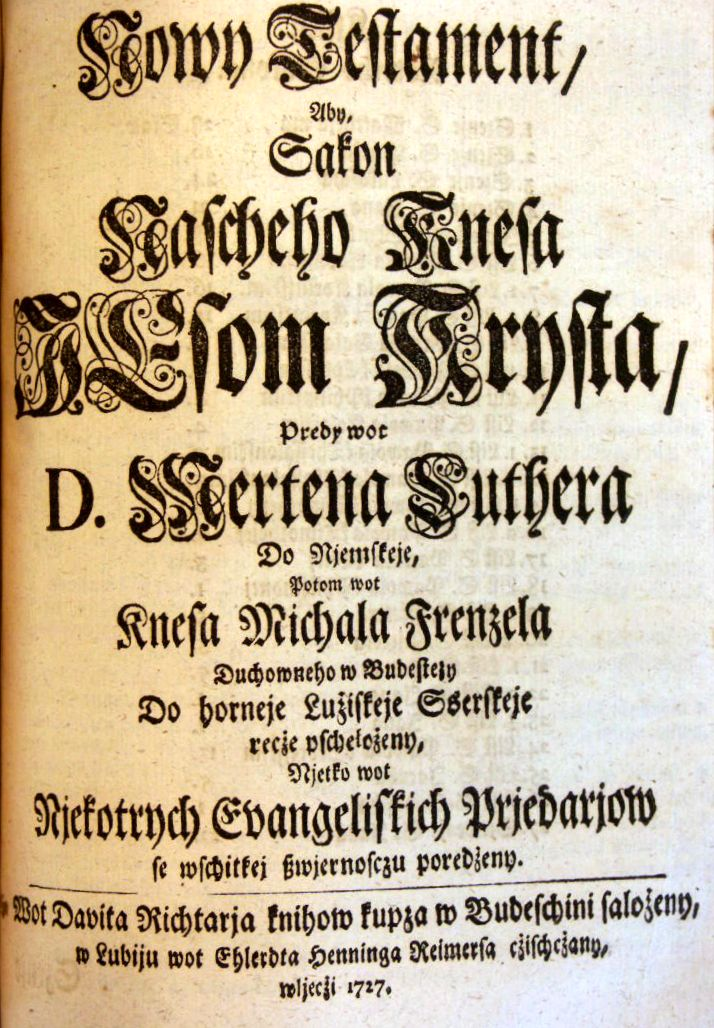
Titelblatt der von Michał Frencel übersetzten Ausgabe des Neuen Testaments in obersorbischer Sprache

Im Cottbusischen Kreis wirkte der in Halle ausgebildete und vom Pietismus beeinflusste Geistliche Jan Bogumil Fabricius. Er war selber kein Sorbe, erlernte aber in kürzester Zeit die Sprache der Sorben und schuf mit seinem 1706 (Katechismus) und 1709 (Neues Testament) veröffentlichten Werken, finanziell unterstützt durch Friedrich I., den Grundstein für die niedersorbische Schriftsprache. Fabricius stieg später zum höchsten geistlichen Würdenträger im Kreis auf, wurde Oberpfarrer der Stadt Peitz und schließlich Kircheninspektor von Cottbus. Zwischen 1706 und 1806 erschienen 45 niedersorbische Bücher im Cottbusischen Kreis, darunter die Übersetzung des Alten Testaments von Jan Bjedrich Fryco.

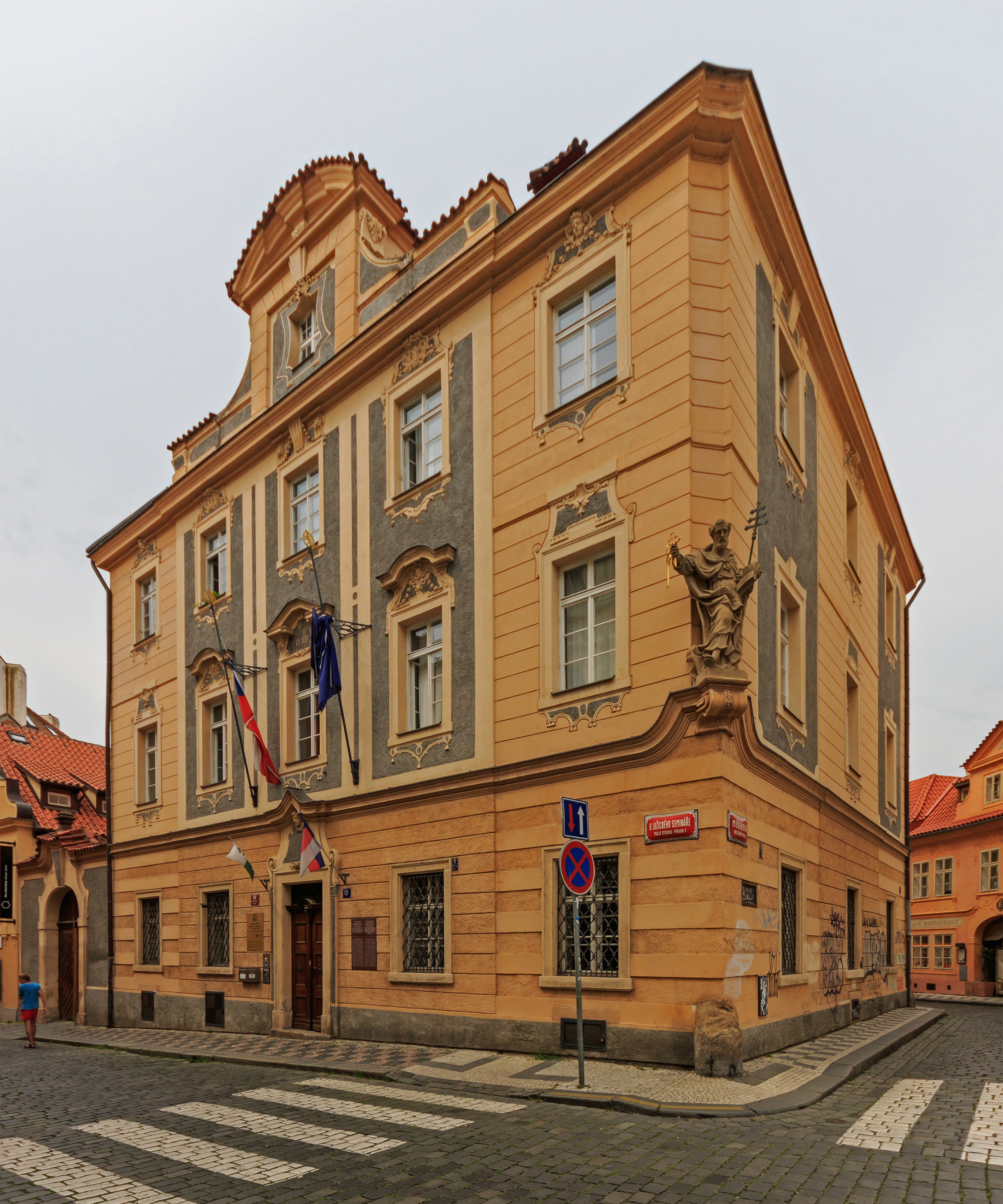
Wendisches Seminar (katholische Priester-Ausbildungsstätte) in Prag

In der Oberlausitz setzten sich führende Vertreter der pietistischen Bewegung für die Verbreitung von religiösem Schrifttum in der Volkssprache ein. Zugleich führte die Konkurrenz der Konfessionen zu einem Wettstreit im Editieren von Büchern, um den Bereich der eigenen Konfession auszubauen bzw. zu erhalten. Auf evangelischer Seite gab 1706 Michał Frencel (1628–1706), Pfarrer in Großpostwitz bei Bautzen, das Neue Testament heraus, in dem Dialekt, wie er in seiner Gemeinde gesprochen wurde, und begründete so die obersorbische Schriftsprache. Sein Sohn Abraham Frencel (1656–1740) setzte später sein Werk fort. Von 1688 bis 1707 wurde erstmals die komplette Bibel durch den römisch-katholischen Geistlichen Jurij Hawštyn Swětlik (1650–1729) übersetzt – seine Fassung blieb allerdings ungedruckt – und schuf so die katholische Variante der obersorbischen Schriftsprache. Allein in den Jahren von 1688 bis 1728 erschienen in der Oberlausitz 31 Buchtitel in sorbischer Sprache, teilweise mit finanzieller Unterstützung der Stände.
Wurde die Kulturentwicklung zunächst hauptsächlich von Einzelpersönlichkeiten getragen, so entstanden ab Anfang des 18. Jahrhunderts erste Institutionen, die sich der Förderung und Entwicklung der sorbischen Sprache, Kultur und Bildung widmeten. 1724 wurde das katholische Wendische Seminar in Prag, als Ausbildungsstätte für katholische Priester aus der Oberlausitz gegründet. Zu den Studenten zählte unter anderem Franc Jurij Lok, der später Dekan des katholischen Kapitels St. Petri in Bautzen wurde (1796–1831), und sich erfolgreich für die Volksbildung der Sorben einsetzte. Von Studenten der evangelischen Theologie wurde 1716 an der Universität Leipzig das Wendische Predigerkollegium und 1746 in Wittenberg die Wendische Predigergesellschaft zu Wittenberg ins Leben gerufen. Ebenfalls in Leipzig wurden 1766 die Lipske nowizny a wšitkizny herausgegeben. Durch sorbische und deutsche Gelehrte wurde 1779 in Görlitz die Oberlausitzische Gesellschaft der Wissenschaften gegründet, welche die deutsch-sorbische Wechselseitigkeit im Zeichen der Aufklärung widerspiegelte. Als erster Deutscher beschäftigte sich Georg Körner, Mitglied des Wendisches Predigerkollegiums, intensiv mit der sorbischen Sprache und veröffentlichte 1767 die Philologisch-kritische Abhandlung von der Wendischen Sprache und ihrem Nutzen in der Wissenschaft sowie 1768 ein sorbisch-deutsches Wörterbuch.

### 19. Jahrhundert

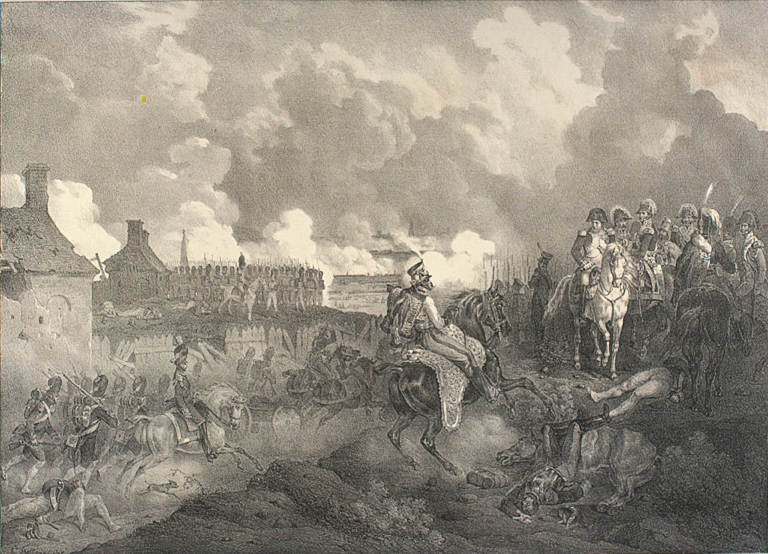
Schlacht bei Bautzen 1813, Napoleon rechts auf einem weißen Pferd.

Unter dem Eindruck der Französischen Revolution kam es kurz vor Ende des 18. Jahrhunderts zwischen 1790 und 1794 in beiden Lausitzen zu größeren Bauernunruhen, welche in Teilen der Oberlausitz auch unmittelbar durch den großen sächsischen Bauernaufstand von 1790 ausgelöst wurden. An der Wende zum 19. Jahrhundert war das sorbische Siedlungsgebiet mit Schauplatz der Napoleonischen Kriege. Neben wiederholten großen Truppendurchzügen, unter welchen die Bevölkerung aller Teile der Lausitzen litten, kam es 1813 während der Befreiungskriege zur Schlacht bei Bautzen und weiteren Gefechten bei Luckau und Hoyerswerda. Mit Beendigung des Krieges und dem Wiener Kongress 1815 kam es zu einer territorialen Neugliederung Europas, von denen auch große Teile des sorbischen Siedlungsgebietes betroffen waren. Die ehemalig zum Königreich Sachsen gehörenden Gebiete der Niederlausitz und die nördliche und östliche Oberlausitz um Hoyerswerda, Weißwasser und Görlitz fielen an Preußen. Dadurch wurde das bis dahin administrativ noch größtenteils zusammengehörige sorbische Siedlungsgebiet, was am Ende des 18. Jahrhunderts nur noch circa 7.000 km² umfasste, geteilt und mit 200.000 Sorben gehörte der Großteil der sorbischen Bevölkerung nun zu Preußen. Im verbliebenen sächsischen Teil der Oberlausitz lebten damals noch 50.000 Sorben.
Durch die Trennung der sorbischen Bevölkerung in zwei Staaten und die Tatsache, dass die Sorben durch die Neugliederung in Preußen in fast allen Regierungsbezirken nun in der Minderheit waren, wurde die intellektuelle und kulturelle Entwicklung, speziell in der Niederlausitz, nachteilig beeinflusst und die Bildung einer eigenen Nation nahezu unmöglich gemacht. Die Unterdrückung der sorbischen Sprache in Preußen wurde weiter verschärft und erreichte nach der Reichsgründung in der zweiten Hälfte des 19. Jahrhunderts einen Höhepunkt. Auf Grund des gespannten deutsch-russischen Verhältnisses jener Zeit, wurde die Existenz einer slawischen nationalen Minderheit als Bedrohung für Deutschland angesehen. Mit der Billigung durch Reichskanzler Otto von Bismarck wurde im Deutschen Reich eine Phase der antisorbischen Repression eingeleitet. Im preußischen Teil der Oberlausitz kam es 1875 zu einem generellen Verbot der sorbischen Sprache in Schulen, 1885 zum Verbot des sorbischen Konfirmandenunterrichts in Schlesien und 1888 verbot das preußische Kultusministerium den sorbischen Sprachunterricht am Gymnasium in Cottbus. Sorbische Intellektuelle reagierten zwar auf diese Angriffe und versuchten den Widerstand gegen die eingeschlagene Sorbenpolitik zu erhöhen, dennoch beschleunigte sich die Assimilation der Niederlausitzer Sorben unter dem erhöhten Druck der Obrigkeit gegen Ende des 19. Jahrhunderts erheblich.

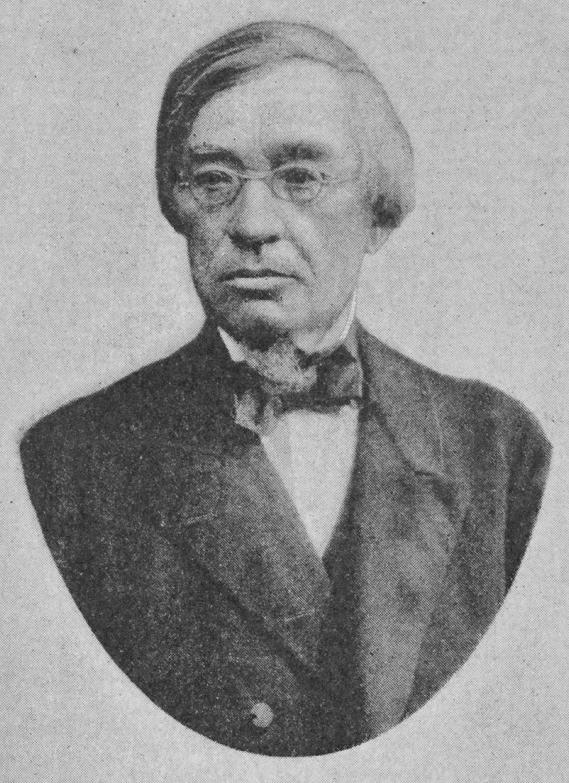
Jan Pětr Jordan
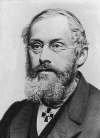
Jan A. Smoler

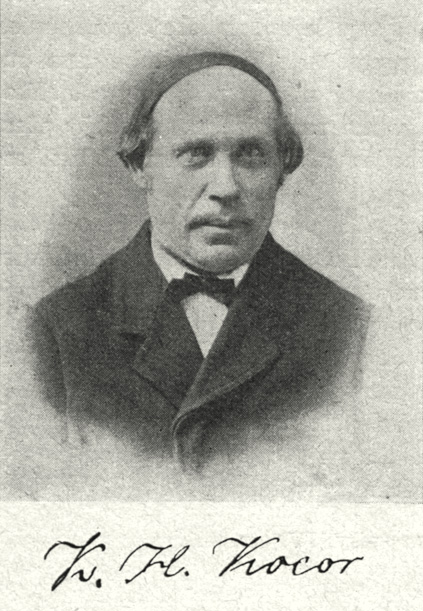
Korla A. Kocor
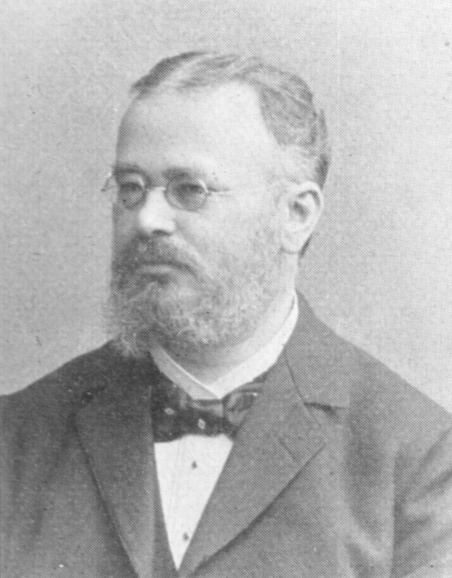
Arnošt Muka

Das 19. Jahrhundert war aber auch eine Blütezeit der bürgerlichen sorbischen Kultur, welche maßgeblich von einzelnen obersorbischen Persönlichkeiten getragen wurde. Die Sprachwissenschaftler und Verleger Jan Pětr Jordan und Jan Arnošt Smoler waren Verfechter der nationalen Bewegungen der slawischen Völker und derer kulturellen Wechselseitigkeit. Sie waren bemüht um eine sorbische Rechtschreibreform, die die bisherige sehr uneinheitliche Rechtschreibung an die anderer slawischer Völker angleichen sollte und als wesentliche Bedingung für die Entwicklung einer einheitlichen sorbischen Literatur angesehen wurde. Jordan war zudem maßgeblich an der Vorbereitung und Durchführung des im Juni 1848 durchgeführten Slawenkongress in Prag beteiligt, an dem auch eine sorbische Delegation teilnahm und wo die panslawischen Farben festgelegt wurden, auf denen auch die Flagge der Sorben beruht. Smoler trug gemeinsam mit Joachim Leopold Haupt (1797–1883) und Handrij Zejler die bedeutende sorbische Liedersammlung „Die Volkslieder der Wenden in der Ober- und Nieder-Lausitz“ zusammen. Der Dichter Handrij Zejler gilt als Begründer der modernen sorbischen Literatur sowie er selbst als treibende Kraft und seine Werke als Höhepunkt der sorbischen nationalen Wiedergeburt, welche die sorbische Literaturentwicklung des 18. und 19. Jahrhunderts umfasst. „Da Zejler die Möglichkeit eines sorbischen Nationalstaates ausschloß, war für ihn die nationale Emanzipation der Sorben gleichbedeutend mit dem Eintreten für die Konstituierung einer sorbischen bürgerlichen Identität innerhalb eines deutschen Staates“, was die Existenz des sorbischen Volkes seiner Ansicht nach sichern würde. Eine weitere herausragende Persönlichkeit dieser Zeit war der mit Zejler befreundete sorbische Komponist Korla Awgust Kocor. Beide organisierten ab 1845 sorbische Gesangsfeste, die einen nachhaltigen Eindruck in der obersorbischen Bevölkerung hinterließen und zur Festigung der sorbischen Sprache und Kultur beitrugen.
1847 wurde in Bautzen die wissenschaftliche Gesellschaft Maćica Serbska gegründet, was den Höhepunkt der Entfaltung des geistig-kulturellen sorbischen Lebens im Vormärz darstellte. Zu den Gründungsmitgliedern zählten unter anderem Smoler und Zejler und die Maćica Serbska entwickelte sich rasch zum Mittelpunkt der sorbischen Wissenschafts- und Kulturbemühungen; sie ist der älteste noch existierende sorbische Verein. Der sorbische Wissenschaftler Arnošt Muka, ebenfalls Mitglied der Maćica Serbska, untersuchte in den Jahren 1880–1884 auf ausgedehnten Reisen den Zustand der sorbischen Sprache und Kultur in der Ober- und Niederlausitz und veröffentlichte danach seine Statistika Łužiskich Serbow („Statistik der Lausitzer Sorben“). Nach Muka gab es zu diesem Zeitpunkt 160.000 Sorben, die in weiten Teilen der nördlichen Ober- sowie der Niederlausitz noch die Bevölkerungsmehrheit stellten.

### 20. und 21. Jahrhundert
Im Jahre 1904 öffnete das Wendische Haus (Serbski dom) am Lauengraben in Bautzen seine Pforten. Am 12. Oktober 1912 wurde in Hoyerswerda der Dachverband der 31 sorbischen Vereine, die Domowina, gegründet. Sie fasste die nach 1848/49 entstandenen Bürger-, Bauern- und Bildungsvereine mit ihren rund 2.000 Mitgliedern zusammen und sollte das sorbische kulturelle Leben weiter festigen.

#### Weimarer Republik

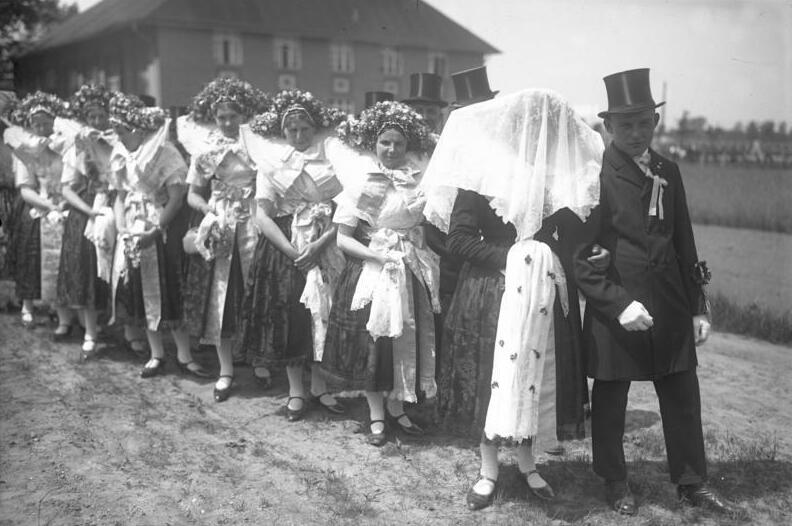
Wendischer Hochzeitszug im Spreewald 1931 mit dem Brautpaar an der Spitze

Nach dem Ende des Ersten Weltkrieges wurden Forderungen nach selbstständiger Verwaltung bis hin zu staatlicher Selbstständigkeit oder Anschluss an die Tschechoslowakei laut. Arnošt Bart, Vorsitzender der Domowina, fuhr mit diesem Anliegen zur Pariser Friedenskonferenz, was ihm im Nachgang eine Verurteilung wegen Landesverrats einbrachte. Die Weimarer Verfassung legte dann im Artikel 113 lediglich fest, dass die „fremdsprachigen Volksteile des Reiches […] durch die Gesetzgebung und Verwaltung nicht in ihrer freien volkstümlichen Entwicklung, besonders nicht im Gebrauch ihrer Muttersprache beim Unterricht sowie bei der inneren Verwaltung und der Rechtspflege beeinträchtigt werden“ dürfen.
Im Jahre 1920 wurde von Arnošt Bart-Brězynčanski, Jan Skala und anderen die Wendische Volkspartei gegründet, die jedoch weder im Landtag noch im Reichstag Mandate erringen konnte, obwohl sie in vielen sorbischen Gemeinden stärkste Kraft wurde. Sie setzte sich für die Ziele der sorbischen Nationalbewegung ein. Zusammen mit der Domowina und der wissenschaftlichen Vereinigung Maćica Serbska bildeten sie 1925 den Wendischen Volksrat. Auch in dem 1924 gegründeten Verband der nationalen Minderheiten Deutschlands arbeiteten die Sorben mit.
In den folgenden Jahren entstanden zahlreiche Vereinigungen, Genossenschaften und eine sorbische Volksbank. Die demokratischen Verhältnisse der Weimarer Republik boten den Sorben nun bessere Möglichkeiten, volkstümliche Aktivitäten zu entfalten. Hier leisteten, besonders in der Oberlausitz, die zahlreichen sorbischen Vereine breite Kultur- und Bildungsarbeit.

#### Nationalsozialismus
Nachdem die NSDAP zunächst versucht hatte, die Sorben in die neuen Strukturen einzugliedern und für ihre Ziele zu vereinnahmen, sowie die Domowina in den Bund Deutscher Osten einzugliedern, änderte sich die Politik, nachdem klar wurde, dass die sorbischen Organisationen unter dem Domowina-Vorsitzenden Pawoł Nedo sich dem widersetzten. Ab 1937 wurden alle sorbischen Vereinigungen verboten und der Gebrauch des Sorbischen in der Öffentlichkeit stark eingeschränkt. Sorbische Lehrer und Geistliche wurden aus der Lausitz in weit entfernte Teile Deutschlands versetzt. Das Regime versuchte damit, das sorbische Volk zur Assimilation zu zwingen. Unter der sorbischen Intelligenz kam es zu systematischen Verhaftungen; einige ihrer aktivsten Vertreter wurden in Konzentrationslagern inhaftiert, manche erlebten die Befreiung nicht mehr (u. a. Maria Grollmuß, Alois Andritzki).
Im gleichen Zug wurde vor allem das Lausitzbild propagandistisch verändert, teils agrarromantisch („Lausitzbauern“), dann auch mit industriell-modernen Zügen unter Bezug auf die Braunkohle („Umbruch“).

#### Unmittelbare Nachkriegszeit

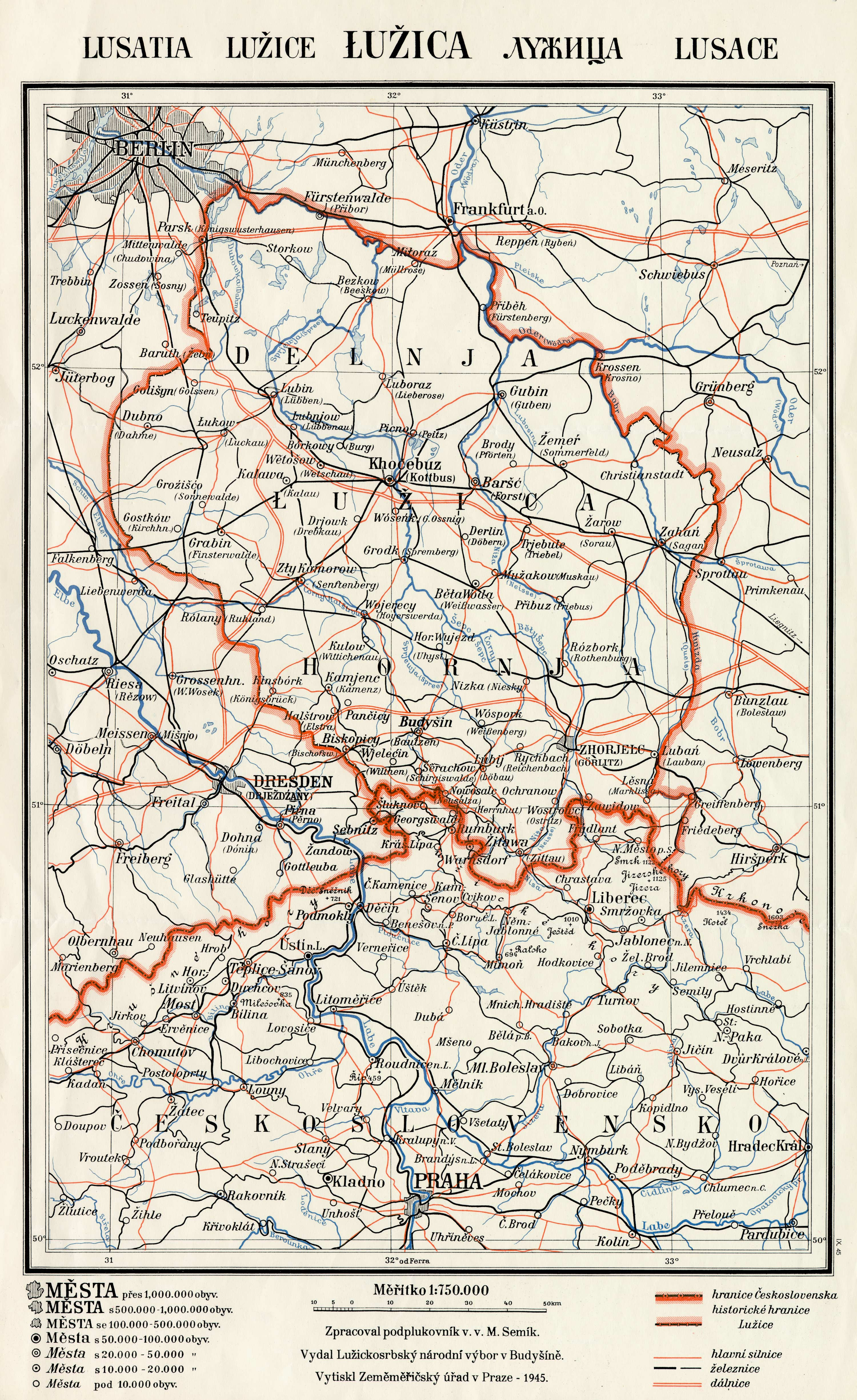
Karte der Lausitz mit den historischen Grenzen, herausgegeben vom Sorbischen Nationalausschuss in Prag (1945)

Nach dem Zweiten Weltkrieg war die Domowina eine der ersten Organisationen in der SBZ, deren Tätigkeit von der Sowjetischen Militäradministration zugelassen wurde, noch bevor es den besiegten Deutschen erlaubt war, wieder Organisationen zu gründen. Denn, so Marschall Iwan Stepanowitsch Konew, das „kleine Volk, das auf dem Territorium Deutschlands lebt und im Faschismus soviel erdulden mußte, verdiente es, unterstützt zu werden.“ Nach ihrer Wiedergründung am 10. Mai 1945 in Crostwitz nahm die Domowina erneut ihre Arbeit auf, mit dem Ziel, die sorbische Identität in der Lausitz zu erhalten und zu beleben. Zunächst war sie nur in der Oberlausitz tätig, weil die Wiederaufnahme der Arbeit in der Niederlausitz auf Betreiben der Brandenburger SED-Leitung unter Friedrich Ebert sowie des Cottbusser Landrats Franz Saisowa (SED) bis 1949 im Hinblick auf ihre angeblich separatistischen Bestrebungen nicht zugelassen wurde. Sorbische Aktivitäten wurden dort zunächst systematisch unterdrückt, nationalbewusste Sorben überwacht und in einigen Fällen vorübergehend in Haft genommen (z. B. Mina Witkojc). Der in Prag ansässige Lausitzisch-Sorbische Nationalausschuss (Łužisko-serbski narodny wuběrk) unter Führung von Pfarrer Jan Cyž und Jurij Cyž sah die Zukunft der Sorben zunächst tatsächlich in ihrer Anbindung an die Tschechoslowakei bzw. in staatlicher Unabhängigkeit und lehnte eine Zusammenarbeit mit deutschen Behörden grundsätzlich ab. Die Domowina setzte hingegen recht bald, zumal auch die Sowjetunion kein Interesse an einem von der SBZ getrennten Sorbengebiet hatte, auf den Verbleib in einem deutschen Staatswesen und ordnete sich ab März 1946 der politischen Linie der KPD unter; im Herbst 1946 stimmte sie der Vereinigung von SPD und KPD zur SED und der Aufstellung einheitlicher Wahllisten zu.
Der Konflikt zwischen den beiden sich als Vertreter des sorbischen Volkes betrachtenden Organisationen führte im Dezember 1946 dazu, dass zum Allslawischen Kongress in Belgrad zwei sorbische Delegationen anreisten. Auch darüber hinaus standen die Sorben in den vier Jahren bis zur Gründung der DDR in regem Kontakt mit anderen slawischen Ländern, nicht nur mit Polen und der Tschechoslowakei. Auf der Schadźowanka, einer regelmäßig stattfindenden Zusammenkunft sorbischer Studenten, lud 1946 ein Vertreter der jugoslawischen Militärmission die Brigaden der Sorbischen Jugend (Serbska młodźina) auf den Balkan ein. Jugoslawien war zu dieser Zeit der einzige verbliebene Staat, der die Forderungen der Sorben nach politischer Autonomie offen unterstützte. Die Jugendorganisation unter Führung von Jurij Brězan war zu diesem Zeitpunkt noch unabhängig und nicht in den Weltbund der Demokratischen Jugend eingebunden. Nach dem Bruch der Beziehungen zwischen Moskau und Belgrad fanden keine weiteren Besuche statt. Die Sorbische Jugend wurde im Dezember 1948 in die FDJ eingegliedert.
Die Flüchtlingsströme von vertriebenen Deutschen aus Schlesien, dem Sudetenland und anderen ehemals deutsch besiedelten Gebieten setzten das sorbische Siedlungsgebiet unter starken Druck. War Sachsen zunächst nur Durchgangsgebiet für Flüchtlinge, wurde es von der sowjetischen Administration im März 1946 zum Siedlungsgebiet erklärt. Laut einer Statistik der Domowina waren viele vormals sorbische Dörfer binnen kurzem zu mehr als 20, manche sogar zu mehr als 50 Prozent von deutschsprachigen Flüchtlingen bewohnt. In der Folge wurden vor allem im evangelischen Teil des sorbischen Gebietes in zahlreichen Orten die sorbischen Gottesdienste durch deutsche ersetzt; Sorbisch wurde von der Alltags- zur Privatsprache. In den katholischen Gemeinden wurden die meisten Zugezogenen dagegen durch die Sorben assimiliert.
Im Mai 1947 wurde der Domowina von den sowjetischen Behörden die Einrichtung einer sorbischen Druckerei erlaubt; im Oktober wurde sie schließlich als alleinige Interessenvertreterin der Sorben anerkannt. Somit bewegte sich die sorbische Bewegung immer weiter auf die Linie der SED zu. Bei einem Treffen zwischen der Domowina-Führung unter Pawoł Nedo und den SED-Vorsitzenden Otto Grotewohl und Wilhelm Pieck wurden beinahe alle Vorschläge der Domowina, darunter die Schaffung einer Verwaltungseinheit Lausitz und die Anerkennung der Sorben als Volk, abgelehnt. Die Lausitz blieb weiterhin geteilt und den Sorben wurde lediglich der Status eines „Volksteils“ zuerkannt.
Am 23. März 1948 wurde vom Sächsischen Landtag das „Gesetz zur Wahrung der Rechte der sorbischen Bevölkerung“ verabschiedet, das erstmals den Anspruch der Sorben auf Förderung ihrer Sprache und Kultur festschrieb. 1950 wurde es durch Verordnung auch im Land Brandenburg eingeführt, nachdem die Domowina dort erst ein Jahr zuvor auf massiven Druck der sowjetischen Administration und der Berliner SED-Führung hin ihre Arbeit wieder hatte aufnehmen dürfen.

#### DDR-Zeit

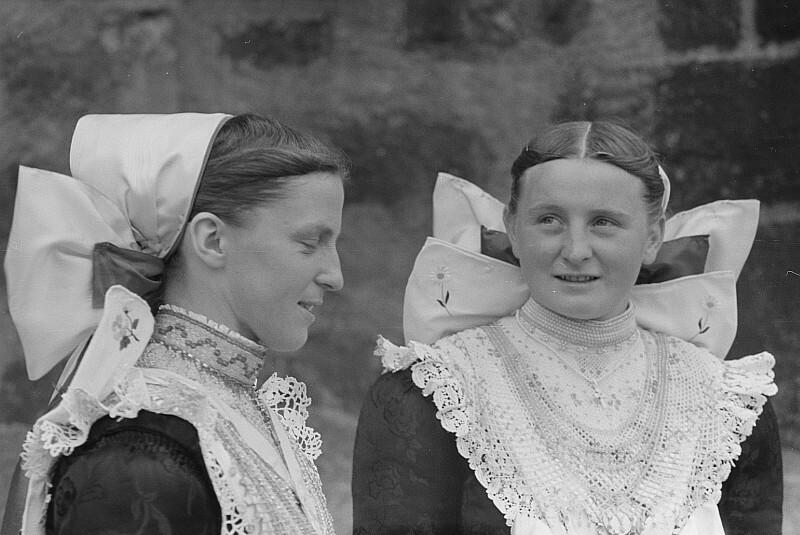
Zwei Sorbinnen in Bautzen, 1950

In den frühen 50er Jahren wurde die Eingliederung der Sorben in den sozialistischen Staatsapparat weiter vorangetrieben. Der bisherige Domowina-Vorsitzende Nedo hatte sich der Hinwendung zum Marxismus-Leninismus zwar nicht offen in den Weg gestellt, aber immer wieder auch die nationalen Rechte des sorbischen Volkes angemahnt. Er wurde im Dezember 1950 durch Kurt Krjeńc, einen Altkommunisten, ersetzt, der die Domowina in den folgenden Jahren zu einer Satellitenorganisation der SED umbaute, deren Kernaufgabe nicht mehr der Erhalt und die Förderung sorbischer Kultur, sondern die Eingliederung der Sorben in den Sozialismus war. In der Geschichtsschreibung wurde besonders die Rolle der „sorbischen Werktätigen“ betont, jene anderer Gruppen, z. B. die der für die nationale Bewegung wichtigen Geistlichen und Kleinbürger, dagegen heruntergespielt. Dennoch blieb die sorbische Dachorganisation unter strenger Beobachtung durch das Ministerium für Staatssicherheit; es war die Rede von „nationalistischen und titoistischen Umtrieben“. Persönlichkeiten wie Pawoł Nowotny (Leiter des Instituts für sorbische Volksforschung) und Pawoł Nedo, aber auch bekennende Kommunisten wie Jurij Brězan standen wegen möglicher „antistaatlicher Aktivitäten“ unter Überwachung. Bis in die 70er Jahre hinein wurden verschiedene sorbische Persönlichkeiten wegen ihres Protests gegen die Ausweitung der Tagebaue und den Bau von Großkraftwerken in der Lausitz oder gegen die Einrichtung von LPGen im sorbischen Gebiet, sowie später wegen verdächtiger Kontakte zur tschechoslowakischen Intelligenz überwacht und in Einzelfällen inhaftiert.
Eine Rolle spielten die Sorben auch im Prozess der Anerkennung der Deutschen Demokratischen Republik durch Jugoslawien in den fünfziger Jahren (in dessen Folge die Bundesrepublik Deutschland die Beziehungen zu Jugoslawien aufgrund des Alleinvertretungsanspruchs der BRD abbrach). Die DDR entsprach damals der Forderung Josip Broz Titos, in der einzurichtenden Botschaft in Belgrad einen bestimmten Prozentsatz an sorbischen Mitarbeitern zu beschäftigen. So wurde unter anderem ein Sorbe zum Chefdolmetscher der Botschaft ernannt. Kurze Zeit nach der Aufnahme diplomatischer Beziehungen am 15. Oktober 1957 wurden diese allerdings wieder zurückgerufen.
Offiziell wurde das sorbische Volk in Artikel 40 der DDR-Verfassung von 1968 als nationale Minderheit anerkannt. Für die Berücksichtigung der sorbischen Interessen wurden in den jeweiligen DDR-Ministerien Abteilungen für die sorbischen Belange eingerichtet (z. B. Kultur und Innenpolitik) und staatliche wissenschaftliche Institutionen (Neu: Institut für sorbische Volksforschung; Wiedereinrichtung: Institut für Sorabistik an der Universität Leipzig) geschaffen. Um eine Gleichstellung der sorbischen Bevölkerung zu sichern, wurden verschiedene juristische Regelungen erlassen. So wurden der sorbische Schulunterricht und die zweisprachige Beschriftung von öffentlichen Einrichtungen und Straßenschildern im deutsch-sorbischen Gebiet eingeführt.
Trotzdem war die offizielle Politik gegenüber den Sorben weiter von ideologischer Bevormundung und Kontrolle geprägt, wenngleich eine gewisse Eigenständigkeit gewahrt bleiben konnte. Im Vergleich mit nationalen Minderheiten anderer Länder konnten sich hier die sorbische Kultur und die Wissenschaft in einer überdurchschnittlichen Breite entwickeln. Dennoch vollzog sich der Rückgang des Sorbischen als Alltagssprache so schnell wie selten zuvor. Dafür gab es neben der allgemeinen Tendenz zur Assimilation auch zahlreiche politische Gründe: Sowohl das zunächst ambitionierte Bildungsprogramm als auch die praktische Unterstützung der Zweisprachigkeit durch offizielle Stellen wurden bereits ab 1958 nach dem Rücktritt von Fred Oelßner schrittweise wieder zurückgenommen. An den neu eingerichteten A-Schulen (Schulen mit sorbischer Unterrichtssprache) wurden naturwissenschaftliche Fächer ab 1962 wieder auf Deutsch gelehrt; die Losung „Die Lausitz wird zweisprachig“ war bereits mit Fred Oelßner aus der Öffentlichkeit verschwunden. Auf Druck vor allem der zugezogenen Energiearbeiter wurde schließlich 1964 auch der sorbische Fremdsprachunterricht in den B-Schulen fakultativ. Lernten 1962 noch 12.800 Schüler Sorbisch, waren es Ende 1964 nur noch 3200, Ende der 60er Jahre sogar weniger als 3000. Die Schülerzahl in A-Schulen blieb dagegen nahezu konstant.
Die Kollektivierung der Landwirtschaft zerstörte mit den traditionellen Familienhöfen den einzigen Wirtschaftszweig, in dem Sorbisch noch Alltagssprache war. Die Einrichtung von rein sorbischen LPGen wurde abgelehnt; in der Praxis wurden mehrheitlich sorbische Genossenschaften meist von Deutschen geleitet. Ebenso abgelehnt wurde die vorgeschlagene Einrichtung von sorbischen Brigaden in den Lausitzer Kohlekraftwerken. Über vorhandene Probleme zwischen Deutschen und Sorben konnte nicht offen diskutiert werden, da eine Kritik an der DDR-Nationalitätenpolitik und eine Thematisierung der Unterschiede zwischen staatlichem Ideal und der in langer Tradition wurzelnden latenten Sorbenfeindlichkeit nicht erwünscht war.

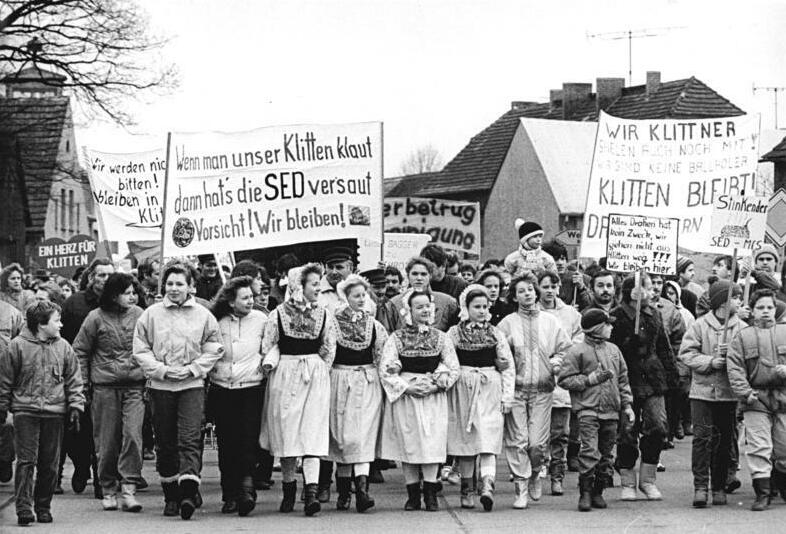
Protest gegen die Ausweitung des Tagebaus Bärwalde in Klitten, Januar 1990

Zudem erlitt die sorbische Kultur in der Zeit nach 1945 nachhaltige Schäden durch die kriegsbedingte Massenzuwanderung von deutschsprachigen Vertriebenen und später Facharbeitern, die Zerstörung weiter Gebiete durch den Braunkohletagebau, die Verstädterung sowie schließlich die angestrebte Entkirchlichung (die sorbische Identität wurde wesentlich über die religiöse Praxis gewahrt), der sich fast ausschließlich die katholischen Sorben zu widersetzen wussten.
Diese Rahmenbedingungen, denen sich die Domowina als Vertreterin der Sorben nicht entgegenstellen konnte, bei deren Durchsetzung sie allerdings auch eine aktive Rolle spielte, führten zu einem starken Rückgang der sorbischen Bevölkerung zwischen 1945 und 1990. Während die DDR offiziell immer von 100.000 Angehörigen des Volkes sprach, wies der Forscher Ernst Tschernik schon 1955 darauf hin, dass es vermutlich noch 80.000 Sorben gebe, mit stark sinkender Tendenz. Sein Bericht durfte nie veröffentlicht werden. Schon kurz nach der Wiedervereinigung korrigierte man jedoch die Schätzungen auf 40.000 bis 60.000. Es ist also davon auszugehen, dass sich die Zahl der Sorben während der DDR-Zeit halbiert hat.
Erst 1987 nahm die Domowina wieder Kontakt zu den sorbischen Geistlichen beider Konfessionen auf, nachdem ihr Erster Sekretär hatte zugeben müssen, dass etwa die Hälfte der Mitglieder Protestanten und 20 Prozent Katholiken sind. Die jahrzehntelange Periode, während der viele – vor allem gläubige – Sorben die „rote Domowina“ als „Verräterin der sorbischen Interessen“ betrachtet hatten, hinterließ jedoch Spuren in ihrer öffentlichen Wahrnehmung und führte nach der Wiedervereinigung zu einem massiven Mitgliederschwund.

#### Nach der Wiedervereinigung
Neue politische Rahmenbedingungen ergaben sich mit dem Ende der DDR auch für die Sorben. Die Domowina sprach sich in einer Erklärung im März 1990 für die deutsche Einheit aus. Im selben Jahr eröffnete auch das Wendische Haus in Cottbus. 1991 konstituierte sich die Domowina nach demokratischen Prinzipien neu. Als gemeinsames staatliches Instrument des Bundes und der beiden Länder Brandenburg und Sachsen wurde die Stiftung für das sorbische Volk (Załožba za serbski lud) ebenfalls 1991 eingerichtet.
Nach der Jahrtausendwende kam es wiederholt zu Protestaktionen der sorbischen Bevölkerung, unter anderem gegen die Schließung der Sorbischen Mittelschule in Crostwitz (2001) oder die Kürzungspläne von Bundesregierung und brandenburgischer Landesregierung bei der Förderung der sorbischen Bildung, Kultur und Wissenschaft (2008). Im Jahr 2009 erregte ein Gutachten des Instituts für kulturelle Infrastruktur unter Leitung von Matthias Theodor Vogt die Gemüter, in dem eine teils radikale Umstrukturierung der sorbischen Institutionen, unter anderem auch die Schaffung eines sorbischen Parlaments, angeregt wurde.
Bis in die jüngste Vergangenheit waren durch den Braunkohleabbau seitens der LEAG Dörfer im sorbischen Siedlungsgebiet von Zwangsumsiedlung betroffen oder bedroht, so zum Beispiel die Ortschaften Rohne und Mulkwitz der Gemeinde Schleife, sorbische Orte mit eigenem Dialekt und Brauchtum. Beim Nachbarort Mühlrose hält die LEAG an der seit 2007 geplanten Inanspruchnahme ab etwa 2030 und der Umsiedlung des Ortes fest. Über die Zukunft von Proschim hatte sich die LEAG nach der Übernahme des Tagebaus Welzow-Süd zunächst nicht geäußert, jedoch schließt der seit 2019 in Brandenburg gültige Koalitionsvertrag die Umsiedlung weiterer Orte für den Braunkohletagebau aus.
Von 2008 bis 2017 war mit Stanislaw Tillich zum ersten Mal ein katholischer Sorbe Regierungschef Sachsens.
Seit 2014 weisen verschiedene Stellen auf eine steigende Zahl rechtsextremer Übergriffe auf Sorben hin.

## Sorbische Symbole

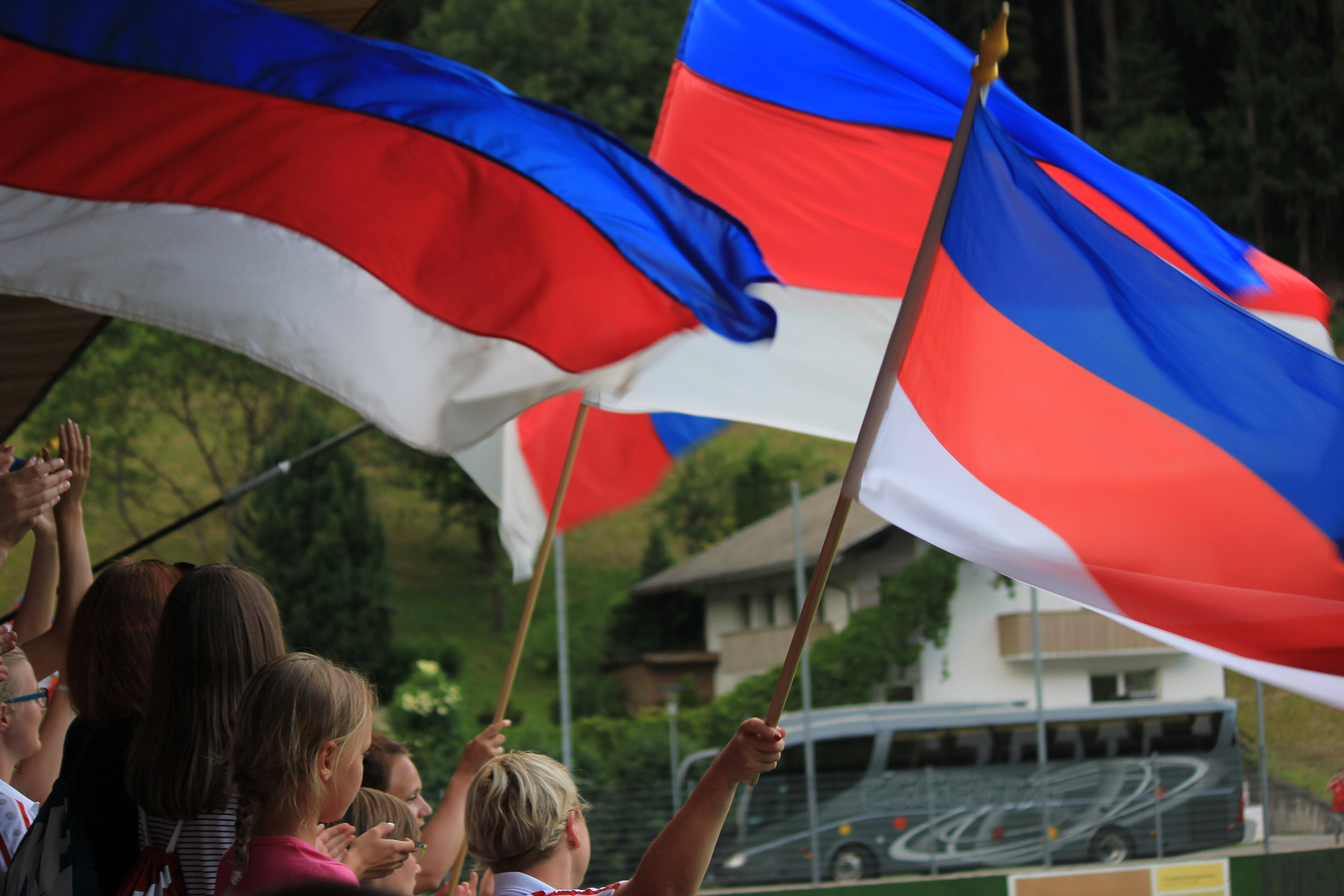
Sorbische Flaggen bei einem Fußballspiel der Europeada 2016

Eine Flagge der Sorben wurde zuerst 1842 erwähnt. Nach dem Panslawischen Kongress, der 1848 in Prag stattfand, erhielt sie ihre heutige Farbgebung. Die Flagge der Sorben wurde von den Nationalsozialisten 1935 verboten, seit dem 17. Mai 1945 aber wieder offiziell von der Domowina verwendet.
In den Flaggengesetzen der Deutschen Demokratischen Republik wurde die Sorbenflagge nicht erwähnt, in Verordnungen der Räte der Bezirke Cottbus und Dresden wurde jedoch ihre Verwendung für besondere Anlässe und Feiertage reguliert.
Die sorbische Hymne ist das Lied „Rjana Łužica“ („Schöne Lausitz“), welches auf ein 1845 von Korla Awgust Kocor vertontes Gedicht Handrij Zejlers zurückgeht.
In der Verfassung des Freistaates Sachsen sowie im Sorben/Wenden-Gesetz (SWG) des Landes Brandenburg ist heute geregelt, dass die sorbische Hymne und die sorbische Flagge gleichberechtigt neben staatlichen Symbolen geführt werden können.

## Rechte der Sorben in Deutschland
Die Bundesrepublik Deutschland und die damalige DDR sprachen sich im Einigungsvertrag für eine Bestandssicherung der Sorben aus.
Einigungsvertrag – Protokollnotiz (Nr. 14) zum Artikel 35:
„Die Bundesrepublik Deutschland und die Deutsche Demokratische Republik erklären im Zusammenhang mit Artikel 35 des Vertrags:
1. Das Bekenntnis zum sorbischen Volkstum und zur sorbischen Kultur ist frei.
2. Die Bewahrung und Fortentwicklung der sorbischen Kultur und der sorbischen Traditionen werden gewährleistet.
3. Angehörige des sorbischen Volkes und ihre Organisationen haben die Freiheit zur Pflege und zur Bewahrung der sorbischen Sprache im öffentlichen Leben.
4. Die grundgesetzliche Zuständigkeitsverteilung zwischen Bund und Ländern bleibt unberührt.“

Die Rechte der Sorben sind verfassungsrechtlich in den Landesverfassungen von Brandenburg und Sachsen, sowie im Gerichtsverfassungsgesetz verankert. So garantiert die Verfassung des Landes Brandenburg in Artikel 25 (Rechte der Sorben/Wenden) und die Verfassung des Freistaates Sachsen in Artikel 5 (Das Volk des Freistaates Sachsen) und Artikel 6 (Das sorbische Volk) das Recht auf Bewahrung ihrer nationalen Identität, Sprache, Religion und Kultur. Die sächsische Verfassung definiert zudem die sächsischen Bürger sorbischer Volkszugehörigkeit als „gleichberechtigten Teil des Staatsvolks“.
Die Ausgestaltung der Rechte regelt das Gesetz über die Ausgestaltung der Rechte der Sorben/Wenden im Land Brandenburg (SWG) vom 7. Juli 1994 sowie das Gesetz über die Rechte der Sorben im Freistaat Sachsen (Sächsisches Sorbengesetz – SächsSorbG) vom 31. März 1999. So werden unter anderem im angestammten Siedlungsgebiet die zweisprachige Beschriftung von Verkehrszeichen und die zweisprachige Beschilderung im öffentlichen Raum geregelt (SWG § 11 bzw. SächsSorbG § 10). Vom Grundsatz der deutschen Gerichtssprache – § 184 Satz 1 Gerichtsverfassungsgesetz (GVG) – abweichend, erlaubt § 184 S. 2 GVG innerhalb der Heimatkreise der sorbischen Bevölkerung die Benutzung der sorbischen Sprache vor Gericht.

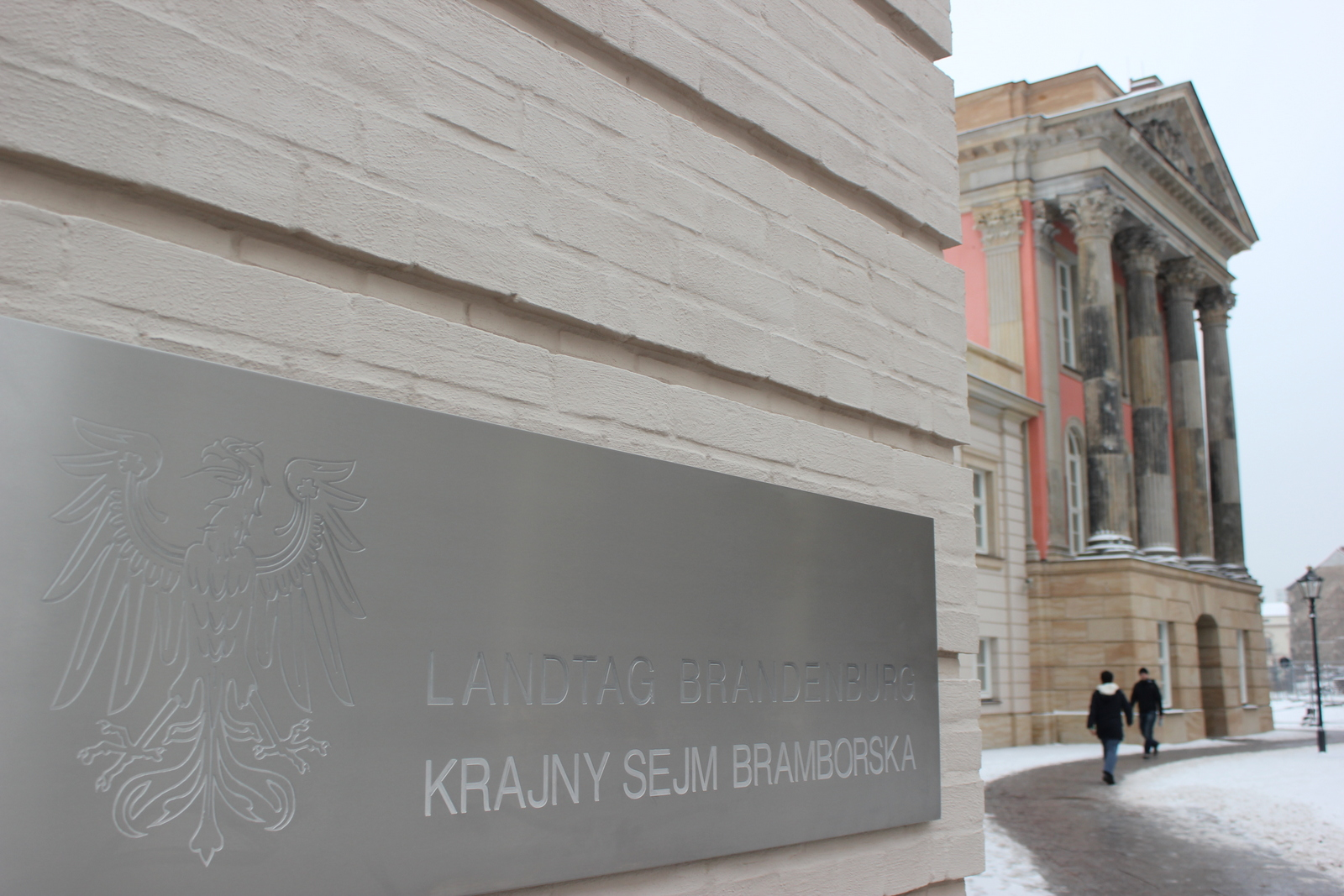
Zweisprachige Haustafel am Brandenburgischen Landtagsgebäude
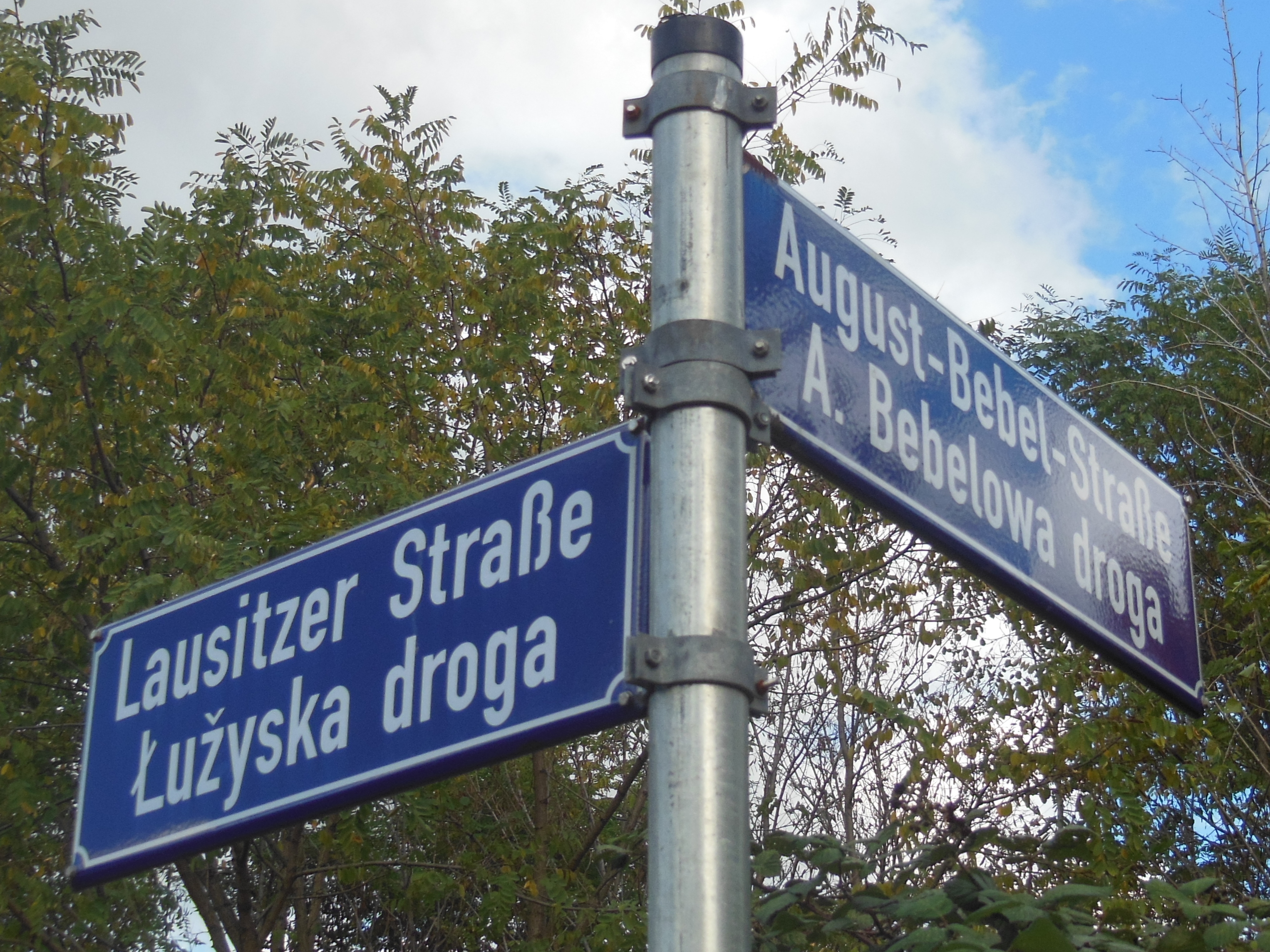
Zweisprachige Straßenbezeichnung auf Deutsch und Niedersorbisch
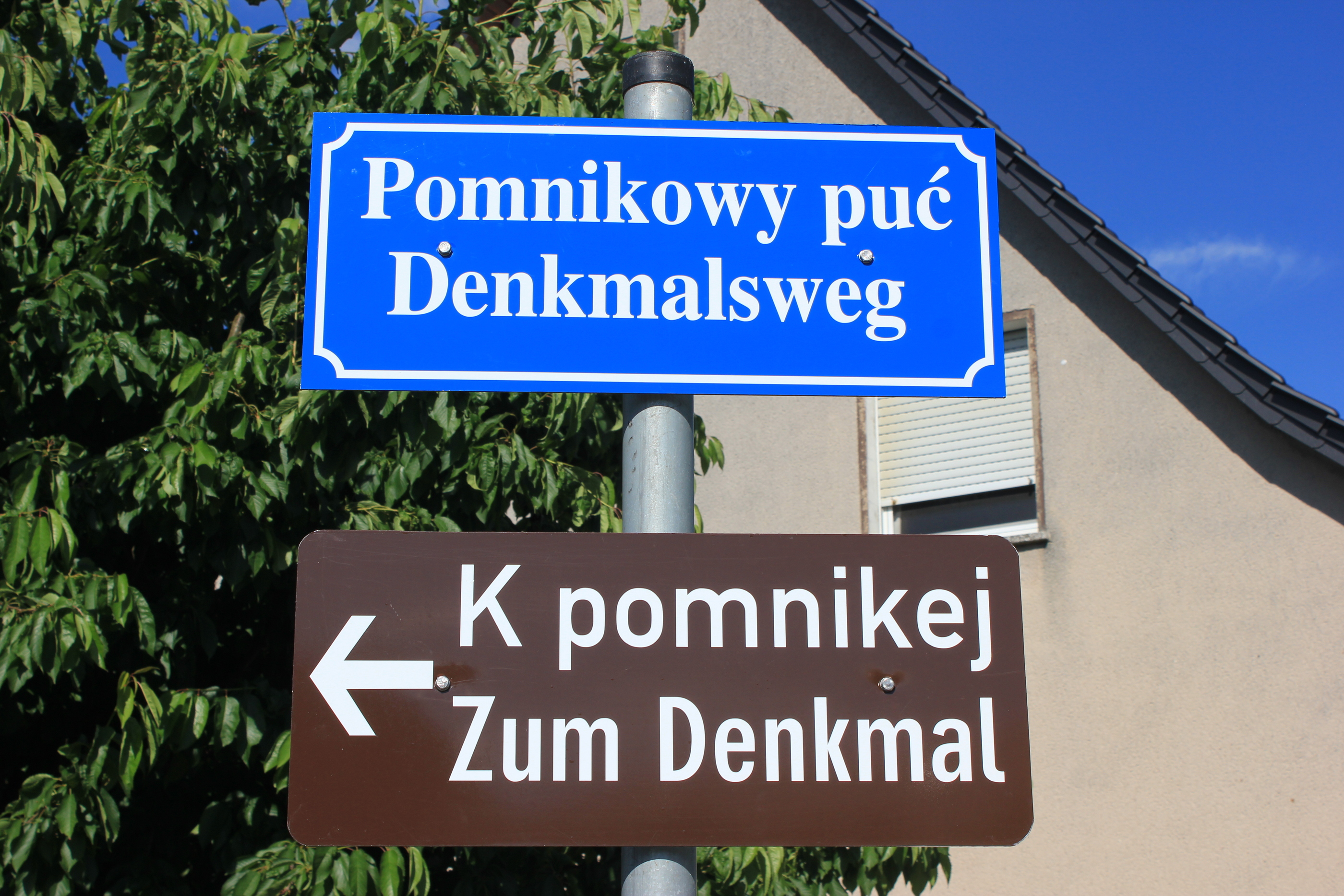
Zweisprachig sorbisch-deutsche Beschilderung in Crostwitz
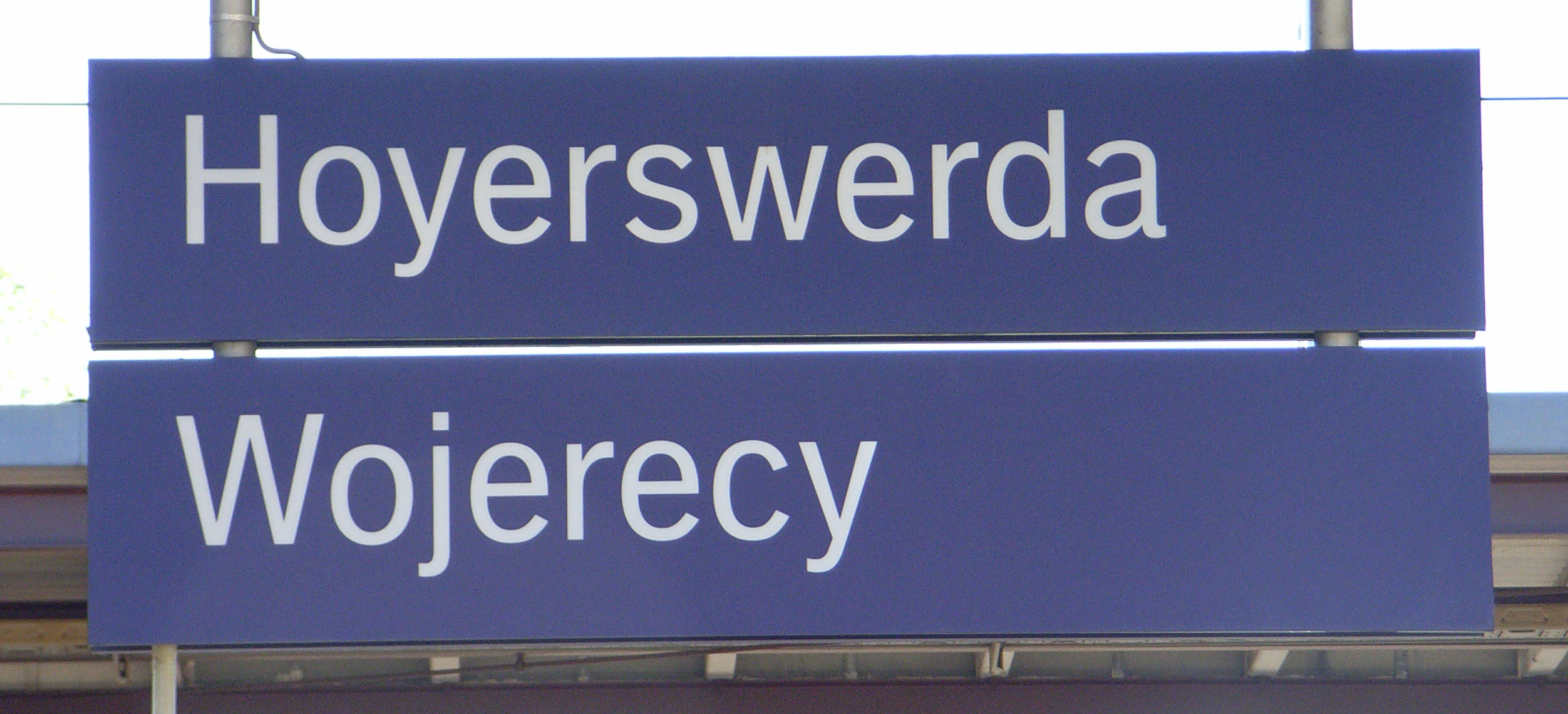
Bahnhofsschild in Hoyerswerda (obersorbisch Wojerecy)
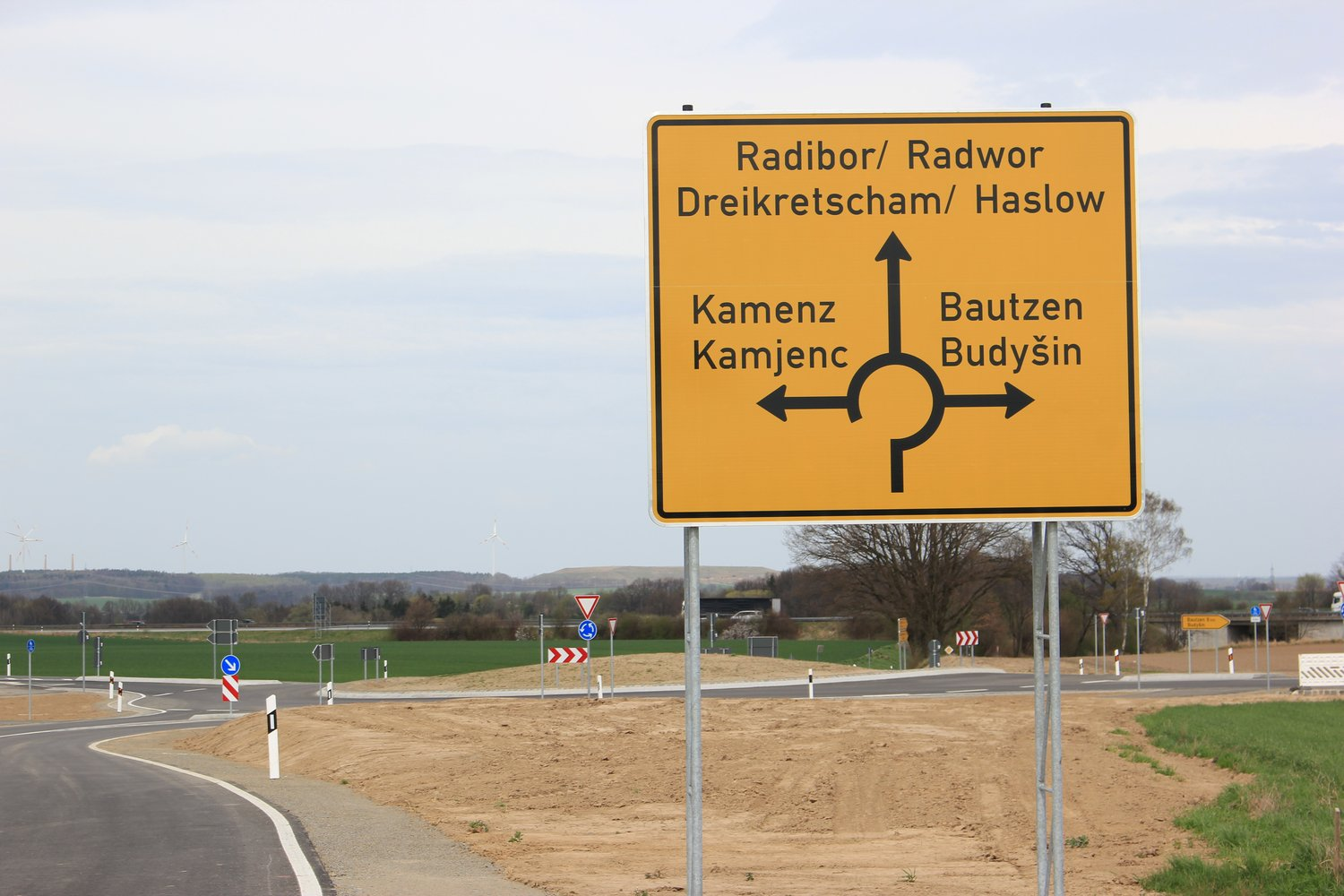
Zweisprachiger Wegweiser auf Deutsch und Obersorbisch

## Sorben in Literatur, Film und Fernsehen

### Film und Fernsehen
In der DDR entstanden Dokumentarfilme wie 1956 unter dem Titel Wie die Sorben den Maibaum aufstellen und 1990 Leben am Fließ – W Błotach. Der Animationsfilm Als es noch Wassermänner gab der DEFA beruht auf einem sorbischen Märchen und beschäftigt sich unter anderem mit sorbischen Hochzeitsbräuchen. Im ZDF wurde 2010 der Kriminalfilm Der Tote im Spreewald ausgestrahlt. Eine der Hauptfiguren ist der Sohn einer traditionsbewussten sorbischen Familie, der sich seinen kulturellen Wurzeln nicht verbunden fühlt. Mit dem Film wurde einem breiten Publikum die sorbische Kultur nähergebracht, wobei aber auch die Heimat- und Minderheiten-Problematik reflektiert wird.
Das Minet – Minderheitenmagazin strahlte 2007 auf RAI 3 (Sender Bozen) eine Sendung über die Sorben mit dem Titel Die Sorben – ein slawisches Volk in Deutschland aus. Radiotelevisiun Svizra Rumantscha hat im Rahmen der Serie Minoritads en l’Europa (Minderheiten in Europa) ebenfalls im Jahre 2007 den Film Ils Sorbs en la Germania da l’ost über die Sorben in Deutschland realisiert. Der Dokumentarfilm Sorben ins Kino! von Knut Elstermann (2020) handelt von sorbischen Filmschaffenden, unter anderem in der Produktionsgruppe Sorbischer Film.
In der Serie Straight Outta Crostwitz, die 2022 exklusiv in der ARD Mediathek erschienen ist, spielt Jasna Fritzi Bauer die Sorbin Hanka. Diese singt gemeinsam mit dem Vater sorbische Volkslieder, möchte aber eigentlich Rap-Musik machen. Die als Dramedy erzählte Emanzipationsgeschichte umfasst vier Episoden, die zwischen neun und zwölf Minuten lang sind. Gedreht wurde auch in der Lausitz.
Am 18. April 2024 startete die Dokumentation Bei uns heißt sie Hanka in den Kinos. Der Film der Regisseurin Grit Lemke befasst sich mit der Suche nach der sorbischen Identität.

### Allgemein
- Stiftung für das sorbische Volk – offizielle Webpräsenz
- Domowina – Bund Lausitzer Sorben (Dachverband)
- Project Rastko Lusatia, Digitale Bibliothek über die Lausitzer Sorben des Projekts Rastko (serbisch/mehrsprachig)
- Sorbische Online-Karte (sorbisch/deutsch)
- Die kleine Sprachgeschichte: Sorbisch auf Deutschlandradio Kultur 26. Juli 2012
- Das Wendische Museum Cottbus
- Das sorbische Volk – Brandenburgische Landeszentrale für politische Bildung

### Forschung und Lehre
- Sorbisches Institut Bautzen
- Institut für Sorabistik der Universität Leipzig
- WITAJ-Sprachzentrum

### Medien
- Onlinepräsenz der Serbske Nowiny
- Obersorbisches Radio im MDR
- Obersorbisches Fernsehen im MDR
- Niedersorbisches Radio im RBB